# Art Kushan
L'art Kushan, l'art de l'empire Kushan dans le nord de l'Inde, a prospéré entre le Ier et le IVe siècle de notre ère. Il mélangeait les traditions de l'art gréco-bouddhiste du Gandhara, influencé par les canons artistiques hellénistiques, et l' art plus indien de Mathura. L'art kushan suit l'art hellénistique du royaume gréco-bactrien ainsi que l'art indo-grec qui avait prospéré entre le IIIe siècle avant notre ère et le Ier siècle de notre ère en Bactriane et dans le nord-ouest de l'Inde. Avant d'envahir le nord et le centre de l'Inde et de s'établir en tant qu'empire à part entière, les Kushan avaient migré du nord-ouest de la Chine et occupé pendant plus d'un siècle ces terres hellénistiques d'Asie centrale, où l'on pense qu'ils ont assimilé les restes des populations grecques, la culture grecque et l'art grec, ainsi que les langues et les écritures qu'ils utilisaient dans leurs pièces et inscriptions: le grec et le bactrien, qu'ils utilisaient avec le brahmi indien.
Avec la disparition des Kushans au IVe siècle de notre ère, l'empire indien Gupta a prévalu et l'art Gupta s'est développé. L'Empire Gupta a incorporé de vastes portions du centre, du nord et du nord-ouest de l'Inde, jusqu'au Pendjab et à la mer d'Arabie, poursuivant et élargissant la tradition artistique antérieure des Kushans et développant un style Gupta unique,,,.

## L'art dynastique des Kushan
Il reste quelques traces de la présence des Kushans dans les régions de Bactriane et de Sogdiane. Des structures archéologiques sont connues à Takht-I-Sangin, Surkh Kotal (un temple monumental) et dans le palais de Khalchayan. Diverses sculptures et frises furent retrouvées, représentant des archers équestres et, de manière significative, des hommes avec des crânes déformés artificiellement, comme le prince Kushan de Khalchayan (une pratique bien attestée en Asie centrale nomade).

### Khalchayan (Iersiècleavant notre ère)
L'art de Khaltchayan de la fin du IIe-Ier siècle avant notre ère est probablement l'une des premières manifestations connues de l'art kushan. Il est finalement dérivé de l'art hellénistique, et peut-être de l'art des villes d'Ai-Khanoum et de Nisa. À Khalchayan, des rangées de statues rondes en terre cuite ont montré des princes Kushan dans des attitudes dignes, tandis que certaines scènes sculpturales sont censées représenter les Kushans luttant contre les Sakas. Les Yuezis sont représentés avec un comportement majestueux, tandis que les Sakas sont généralement représentés avec des traits expressifs et parfois grotesques.
Selon Benjamin Rowland, les styles et le type ethnique visibles à Kalchayan anticipent déjà les caractéristiques du dernier art du Gandhara et pourraient même être à l'origine de son développement. Rowland attire particulièrement l'attention sur la similitude des types ethniques représentés à Khalchayan et dans l'art du Gandhara, ainsi que dans le style du portrait lui-même. Par exemple, Rowland trouve une grande proximité entre la tête d'un prince Yuezhi de Khalchayan et la tête des Bodhisattvas du Gandhara, donnant l'exemple de la tête d'un Bodhisattva de Gandhara au Philadelphia Museum. La similitude du Bodhisattva du Gandhara avec le portrait du souverain Kushan Héraios est également frappante. Selon Rowland, l'art bactérien de Khalchayan a ainsi survécu pendant plusieurs siècles grâce à son influence dans l'art du Gandhara, grâce au patronage des Kushans.

### Bactriane et Inde (Ier–IIesièclede notre ère)
Les Kushan ont apparemment favorisé le portrait royal, comme on peut le voir dans leurs pièces de monnaie et leurs sculptures dynastiques. Une sculpture monumentale du roi Kanishka a été trouvée à Mathura dans le nord de l'Inde, et se caractérise par sa frontalité et sa position martiale, alors qu'il tient fermement son épée et sa masse. Son manteau épais et ses bottes d'équitation sont typiquement nomades d'Asie centrale et sont beaucoup trop lourds pour le climat chaud de l'Inde. Son manteau est décoré de centaines de perles, qui symbolisent probablement sa richesse. Son titre royal grandiose est inscrit en Brahmi : "Le Grand Roi, Roi des Rois, Fils de Dieu, Kanishka".

Au fur et à mesure que les Kushan s'adaptaient progressivement à la vie en Inde, leur robe devenait progressivement plus légère et leur représentation moins frontale et plus naturelle, bien qu'ils conservaient des éléments caractéristiques de leur robe nomade, tels que le pantalon et les bottes, les tuniques lourdes et les ceintures lourdes. 

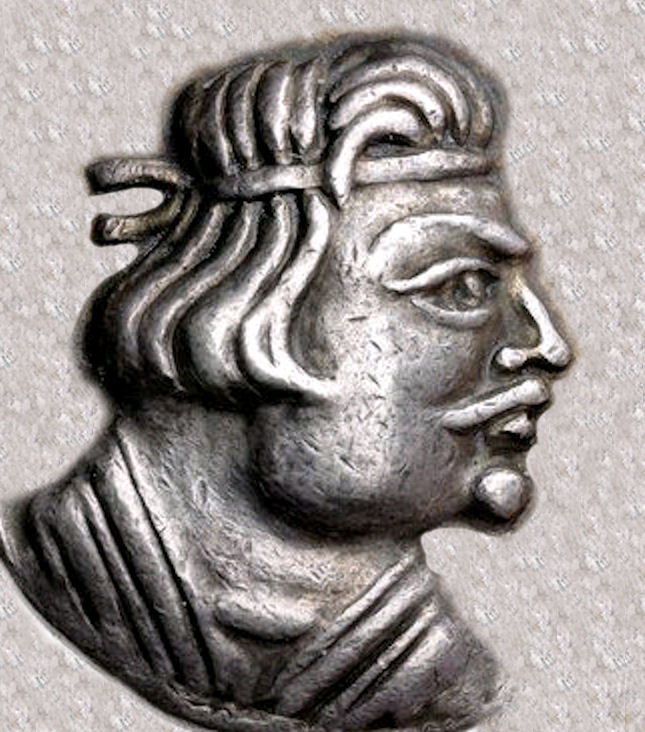
Premier souverain Kushan Héraios (1–30), sur une monnaie.
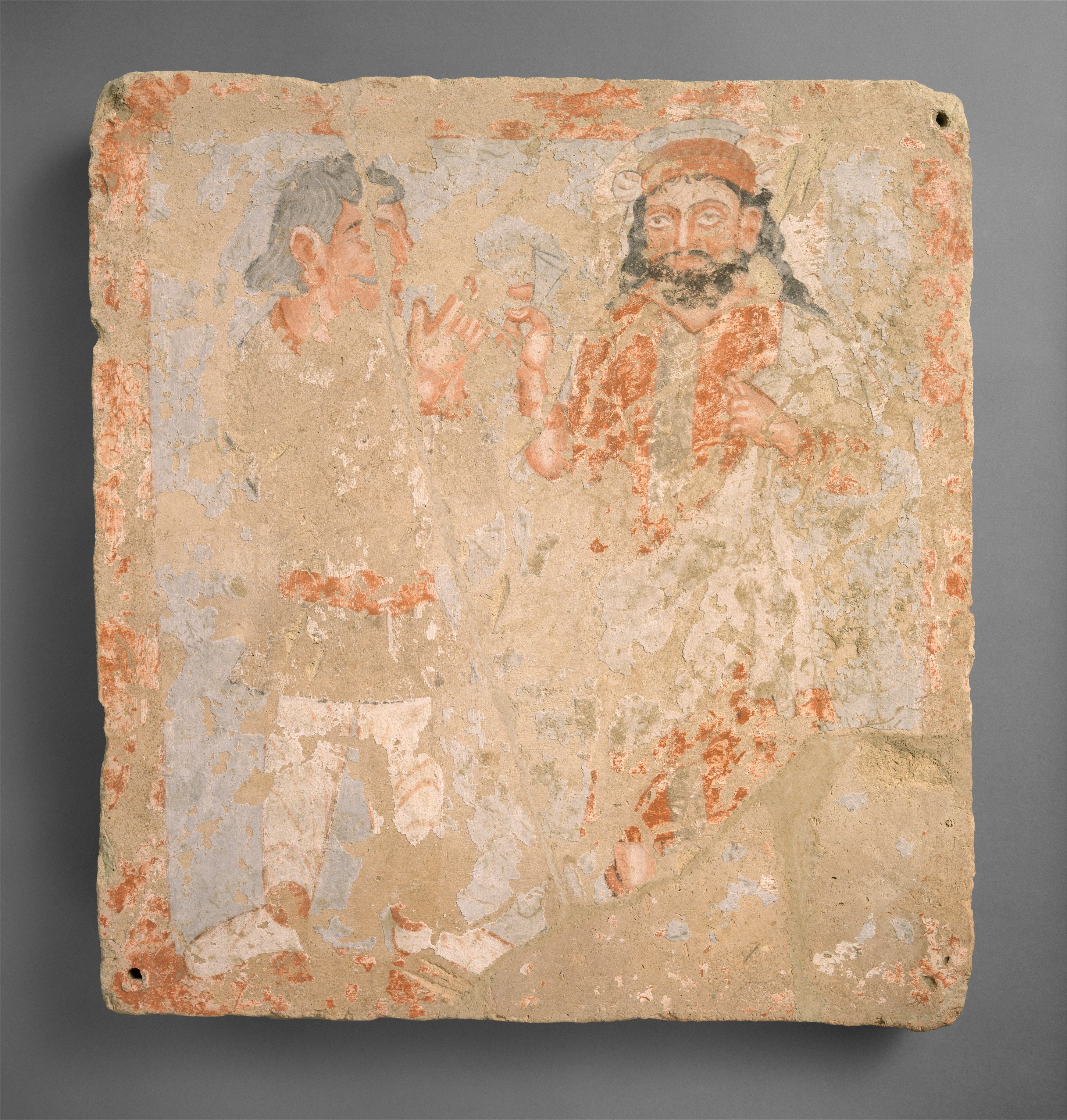
Adorateur Koushan avec la divinité Zeus / Serapis / Ohrmazd, Bactriane, IIIe siècle de notre ère[11].
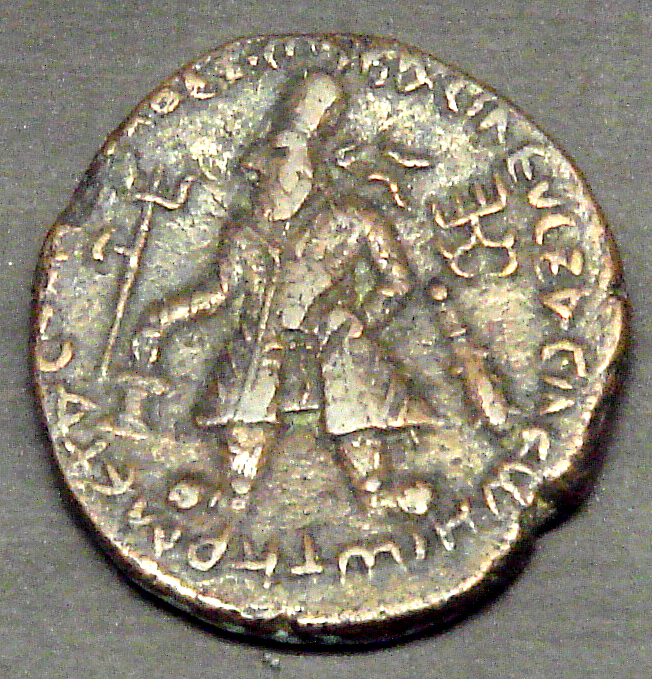
Vima Kadphises en grande tenue sur une monnaie en langue grecque, Ier siècle de notre ère
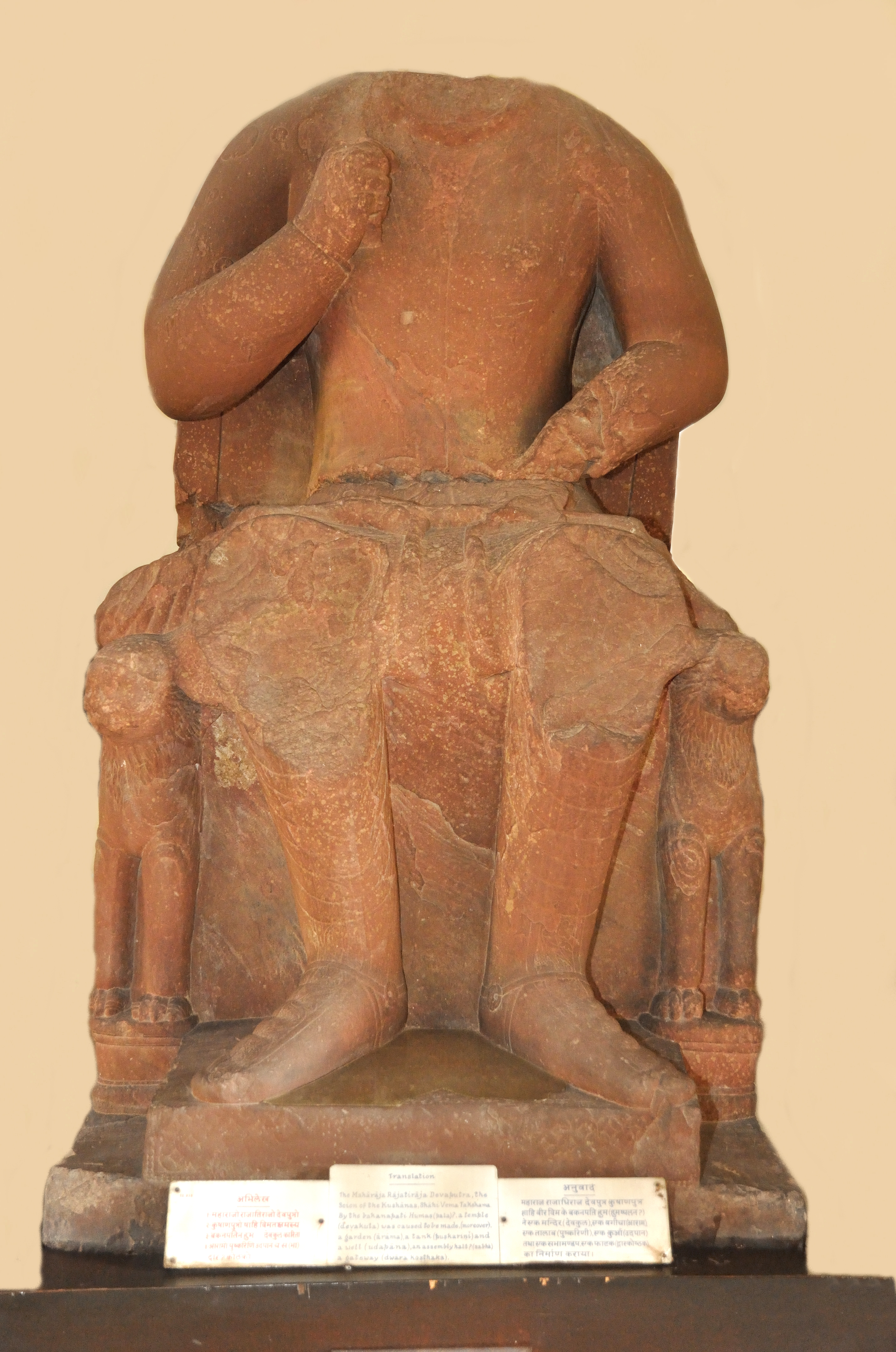
Statue monumentale de Vima Kadphises, Ier siècle
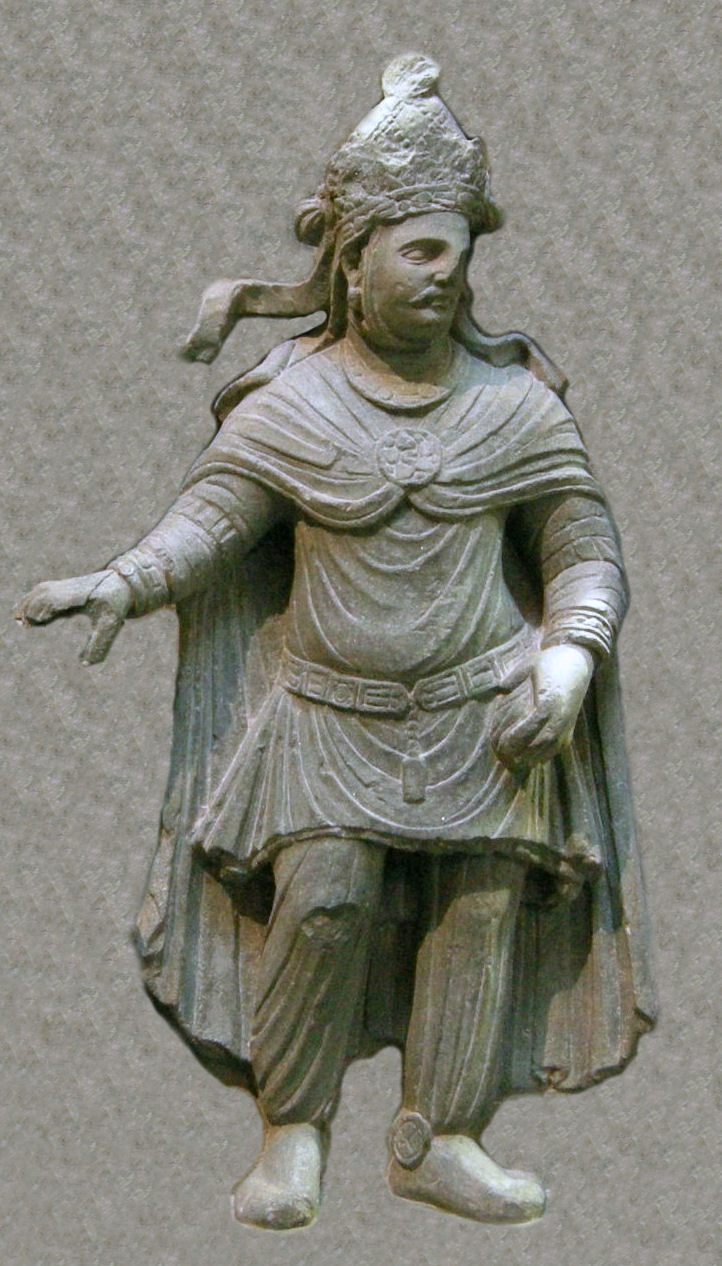
Roi ou prince Kushan, dit Huvishka (150-180), art du Gandhara
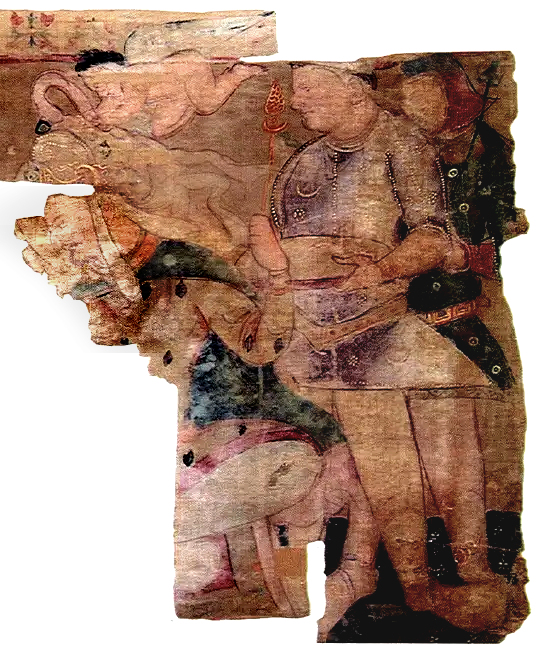
Peinture d'un souverain Kushan (probablement Huvishka, assis) et des assistants, Bactriane, 74-258

## L'art de Gandhara sous les Kushan

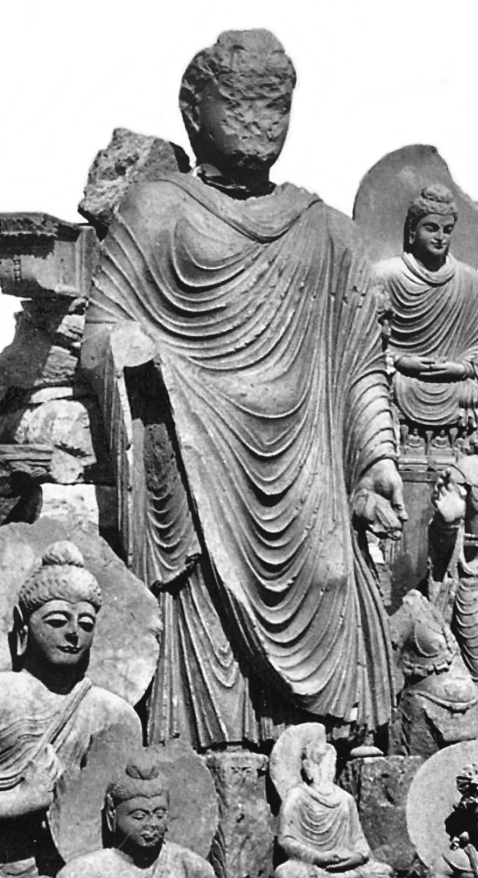
Statues du type du Bouddha Loriyan Tangai, datées de 143, sous le règne de Kanishka. Les traits sont déjà assez tardifs et montrent une dégénérescence par rapport aux types plus classiques : la draperie n'est déjà pas aussi tridimensionnelle, et la tête est large et à mâchoires larges.

L'art kushan a mélangé les traditions de l'art gréco-bouddhiste du Gandhara, influencé par les canons artistiques hellénistiques, et l' art plus indien de Mathura. On pense que la plupart de l'art gréco-bouddhiste de Gandhara a été produite par les Kushans, à partir de la fin du Ier siècle de notre ère.
Les Kushans étaient éclectiques dans leurs religions, vénérant des dizaines de dieux des traditions iraniennes, grecques ou indiennes comme on peut le voir sur leurs monnaies. On pense que ce climat religieux tolérant, associé à une ouverture aux arts visuels, a encouragé la création d'un art figuratif innovant dans les traditions jaïne, bouddhiste et brahmanique. Le Bouddha n'était représenté que par des symboles dans l'art indien antérieur, comme à Sanchi ou Bharhut. Les premières représentations connues du Bouddha semblent apparaître avant l'arrivée des Kushans, comme le montre le reliquaire de Bimaran, mais l'art bouddhiste a sans aucun doute prospéré sous leur règne, et la plupart des premières statues connues du Bouddha datent de la période Kushana.
Les caractéristiques du premier art Kushan dans la représentation du Bouddha peuvent être vérifiées par l'étude de plusieurs statues portant des inscriptions datées. Certaines statues du Bouddha debout avec des inscriptions datant de 143, comme le Bouddha de Loriyan Tangai, montrent que les caractéristiques de cette époque sont déjà assez tardives et quelque peu dégénérées par rapport aux types plus classiques : la figure du Bouddha est relativement plus robuste, plus courte et plus large, la draperie n'est déjà pas aussi tridimensionnelle et la tête et la mâchoire sont larges.

De nombreux fidèles Kushan, avec leur costume caractéristique d'Asie centrale, peuvent être vus sur la statuaire bouddhiste de Gandhara et Mathura: 

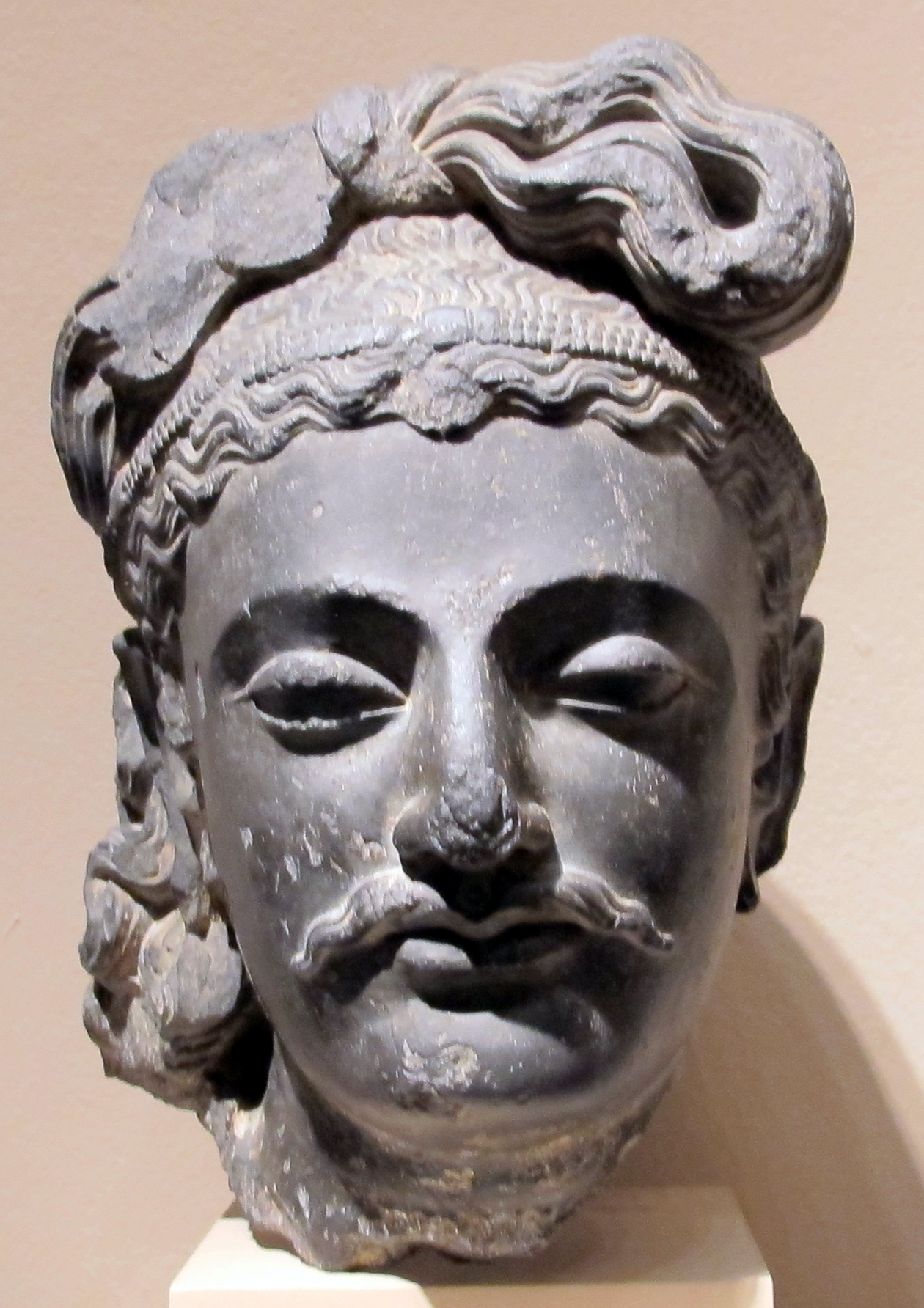
Tête d'un Bodhisattva, reproduisant les types princiers Kushan vus à Khalchayan. Musée de Philadelphie
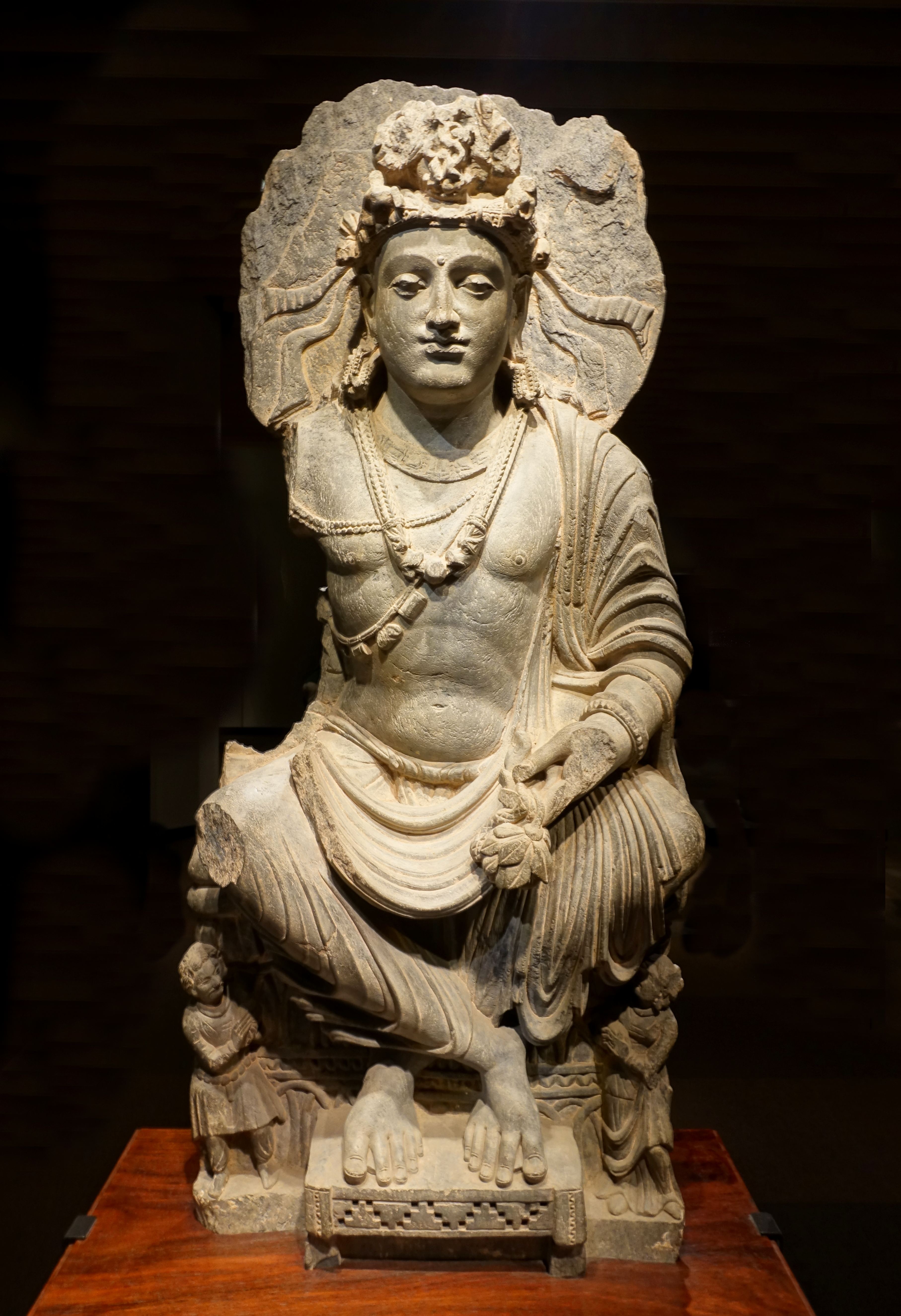
Maitreya, avec un couple de dévots Kushan à ses pieds. IIe siècle, Mardan, Gandhara.
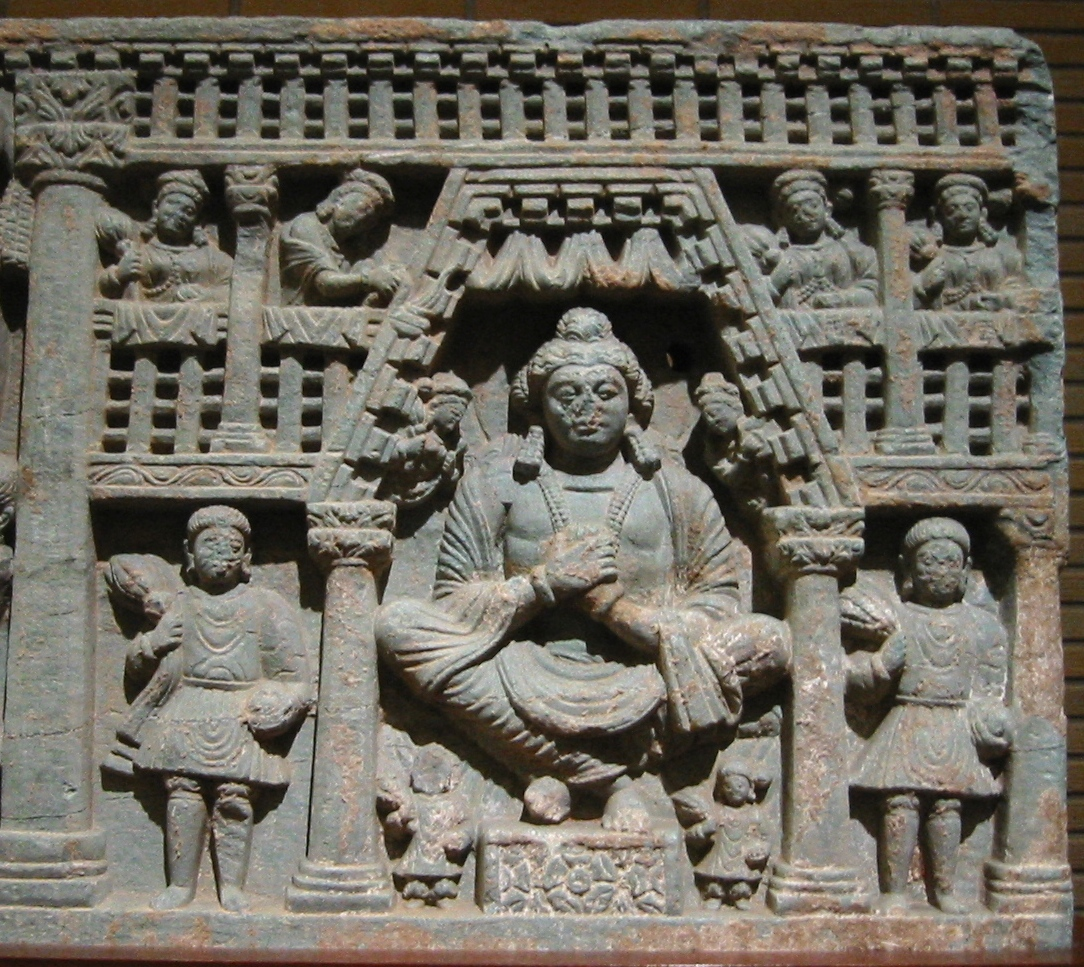
Maitreya, avec des dévots Kushan, à gauche et à droite. Gandhara, IIe siècle
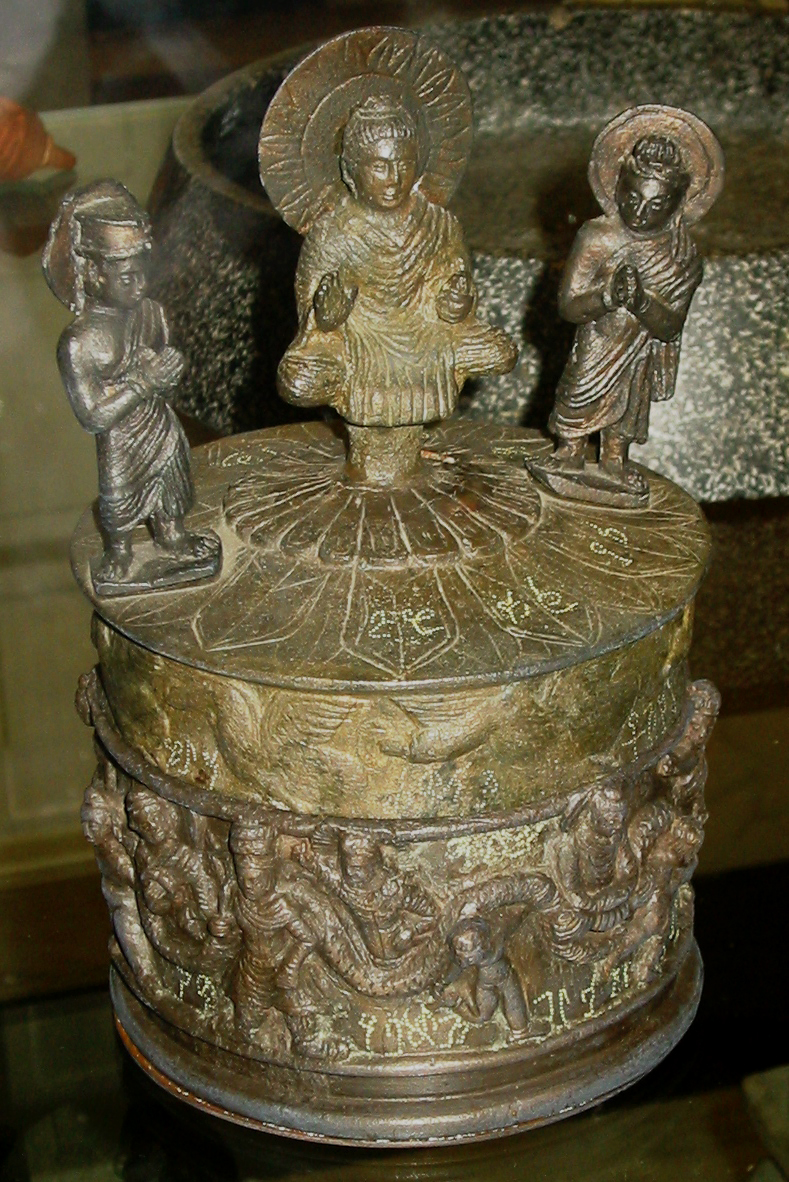
Le " reliquaire de Kanishka ", avec le Bouddha entouré de Brahma et Indra, et Kanishka sur la partie inférieure, 127.
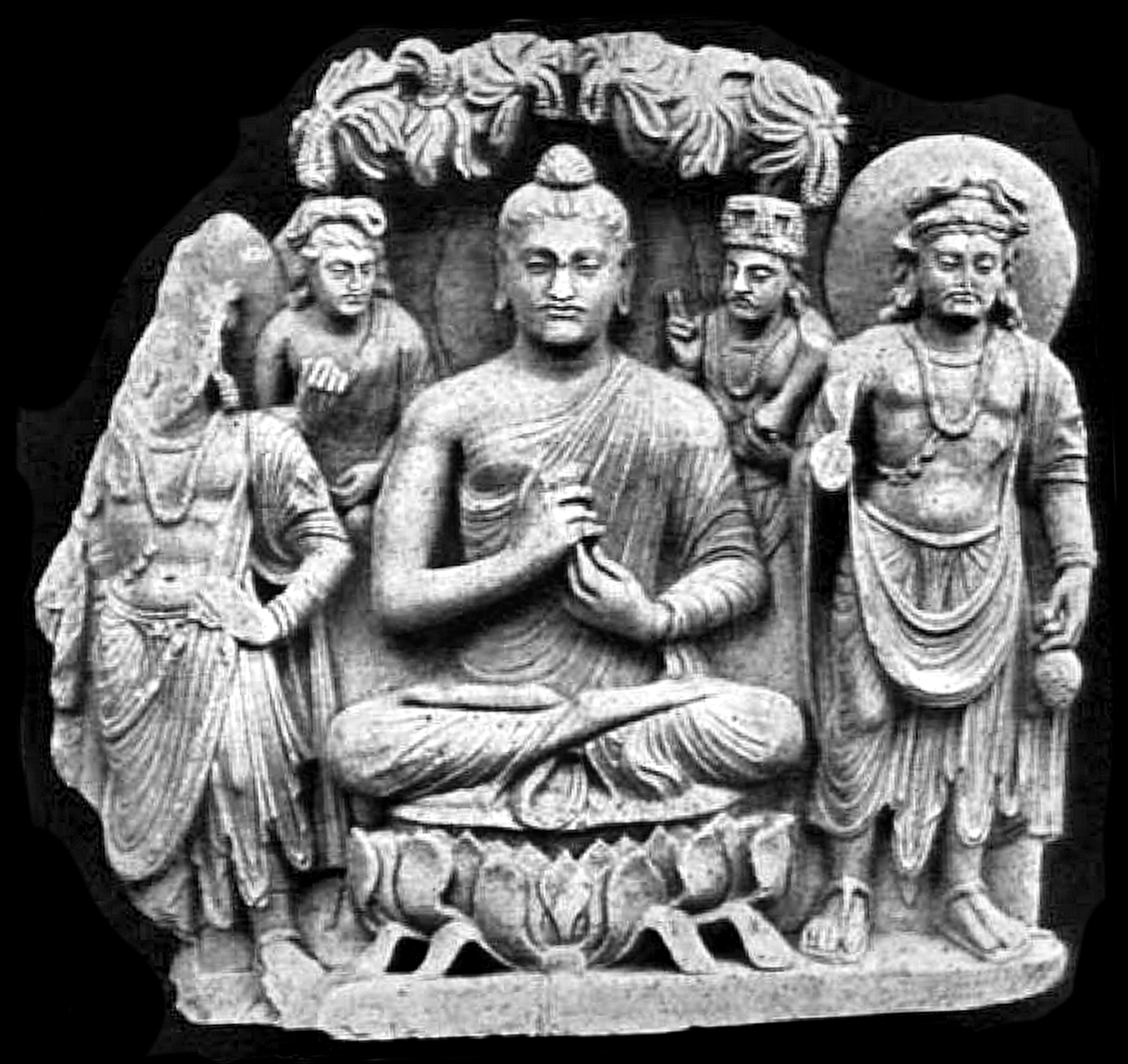
Triade de Bouddha assis de Sahr-i-Bahlol, similaire au Bouddha de Bruxelles, peut-être datée de 132[15]. Musée de Peshawar[16],[17].

## L'art de Mathura sous les Kushan

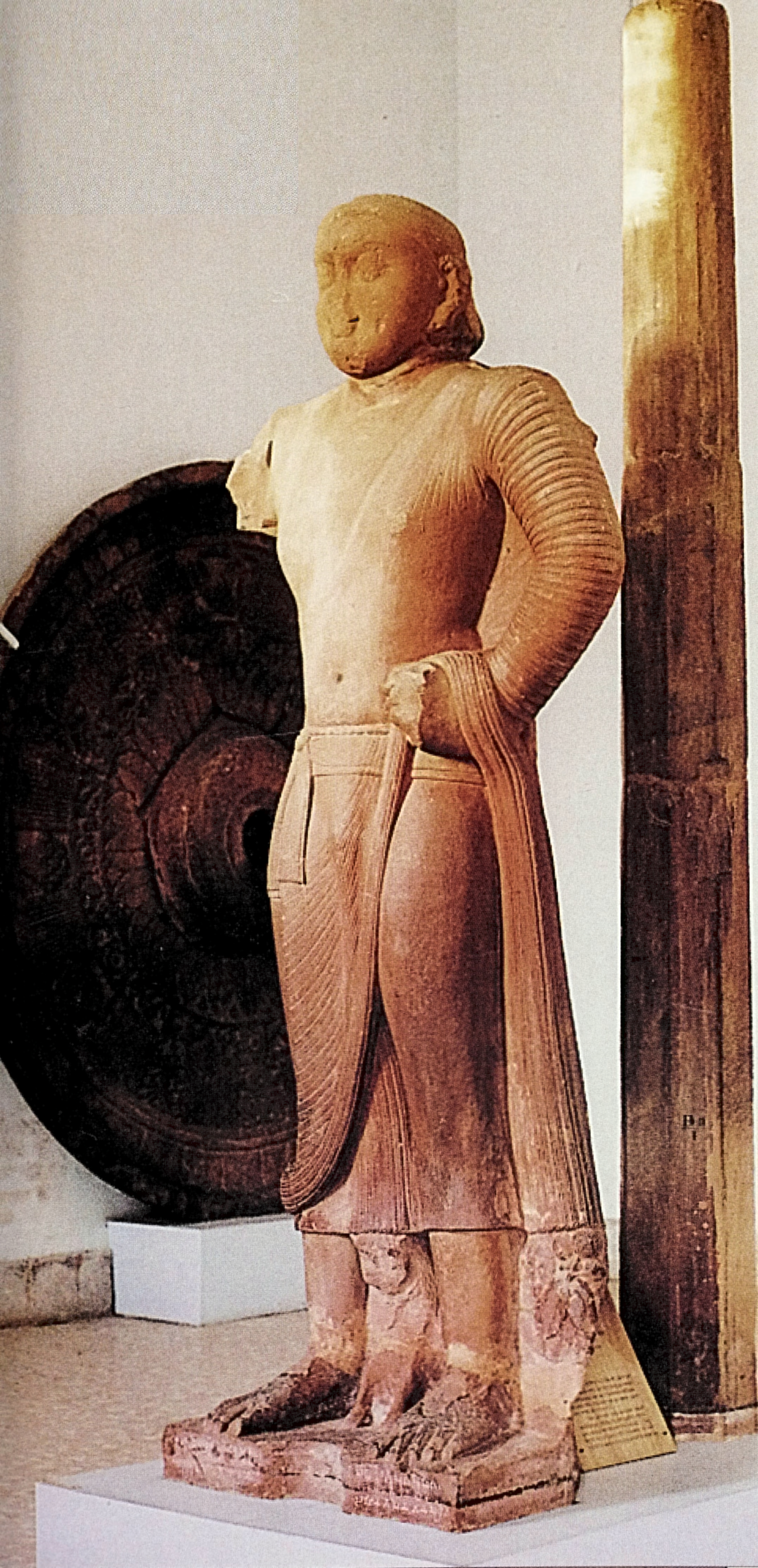
Le " Bodhisattva de Bala " avec arbre et ombrelle chatra, dédié dans "l'année 3 de Kanishka " (vers 130) par "frère (Bhikshu) Bala". Le bras droit aurait été levé dans un geste de salut. Musée de Sarnath

Depuis l'époque de Vima Kadphises ou Kanishka, les Kushans ont établi l'une de leurs capitales à Mathura, dans le nord de l'Inde. Mathura avait déjà une importante tradition artistique à cette époque, mais les Kushan ont considérablement développé sa production, notamment à travers l'art bouddhiste. Quelques sculptures du Bouddha, comme le "Bouddha d'Isapur " sont connues de Mathura vers 15, bien avant l'arrivée des Kushans, à une époque où le Satrape du Nord Sodasa régnait encore à Mathura, mais le style et le symbolisme de ces premières représentations étaient encore provisoires. Les Kushans ont normalisé le symbolisme de ces premières statues de Bouddha, développant leurs attributs et leurs qualités esthétiques de manière exubérante et à une échelle sans précédent.

### Bodhisattvas
Le style des statues de Bodhisattvas à Mathura rappelle quelque peu les statues monumentales de Yaksha antérieures, généralement datées d'un ou deux siècles plus tôt. L'art gréco-bouddhiste du Gandhara, bien qu'appartenant au même royaume sous les Kushans, semble n'avoir eu qu'une influence limitée sur ces créations. Certains auteurs considèrent que l'influence hellénistique apparaît dans la vivacité et les détails réalistes des figures (une évolution par rapport à la rigidité de l'art mauryan), l'utilisation de la perspective depuis 150 avant notre ère, des détails iconographiques tels que le nœud et la massue d'Héraclès, les plis ondulés des robes, ou des représentations de scènes de bacchanales,. L'art de Mathura est devenu extrêmement influent sur le reste de l'Inde, et était "le centre de production artistique le plus important du deuxième siècle avant notre ère".

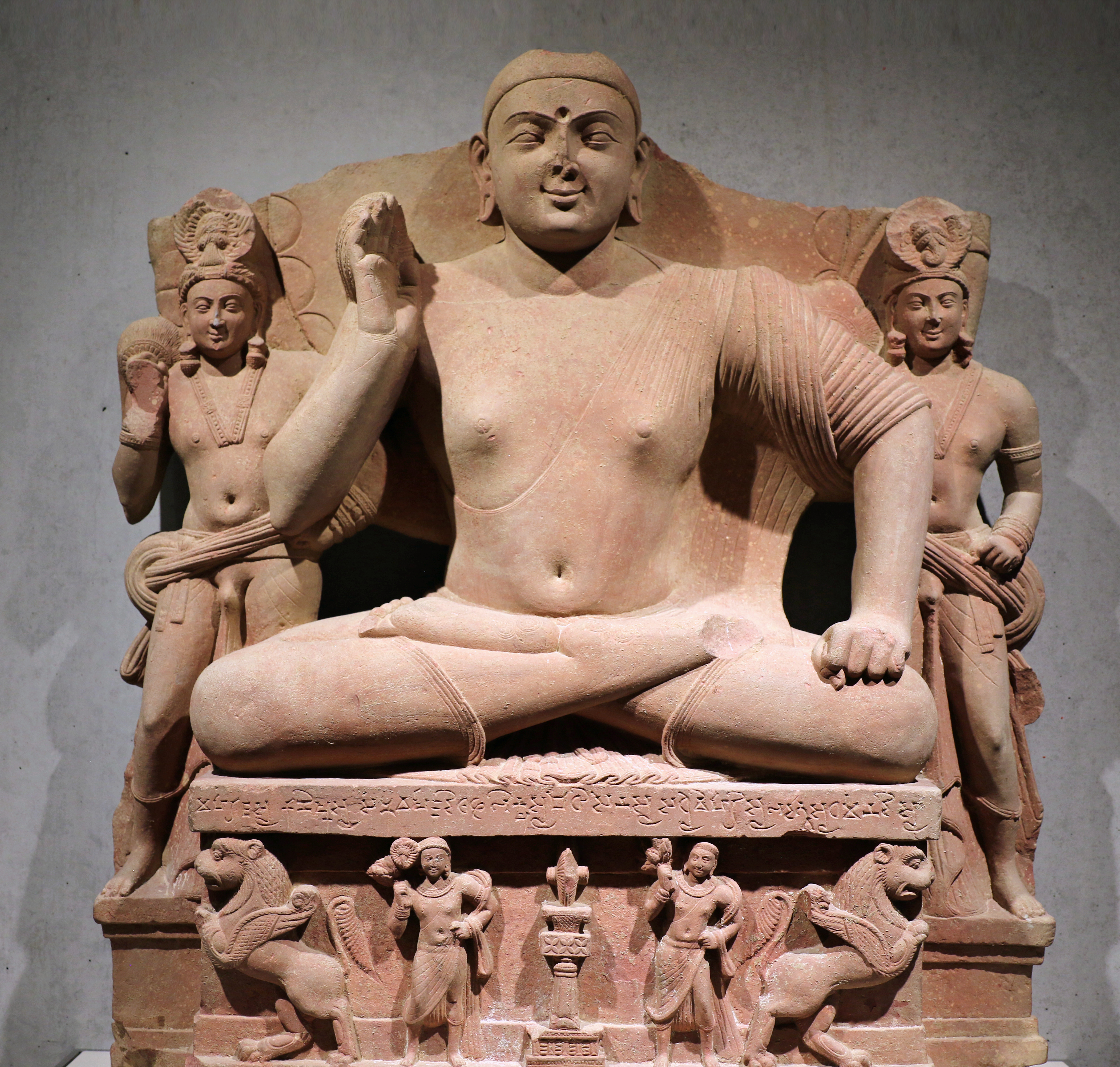
Le " Bodhisattva assis Kimbell ", avec une inscription de "l'an 4 de Kanishka "[23],[24],[25].
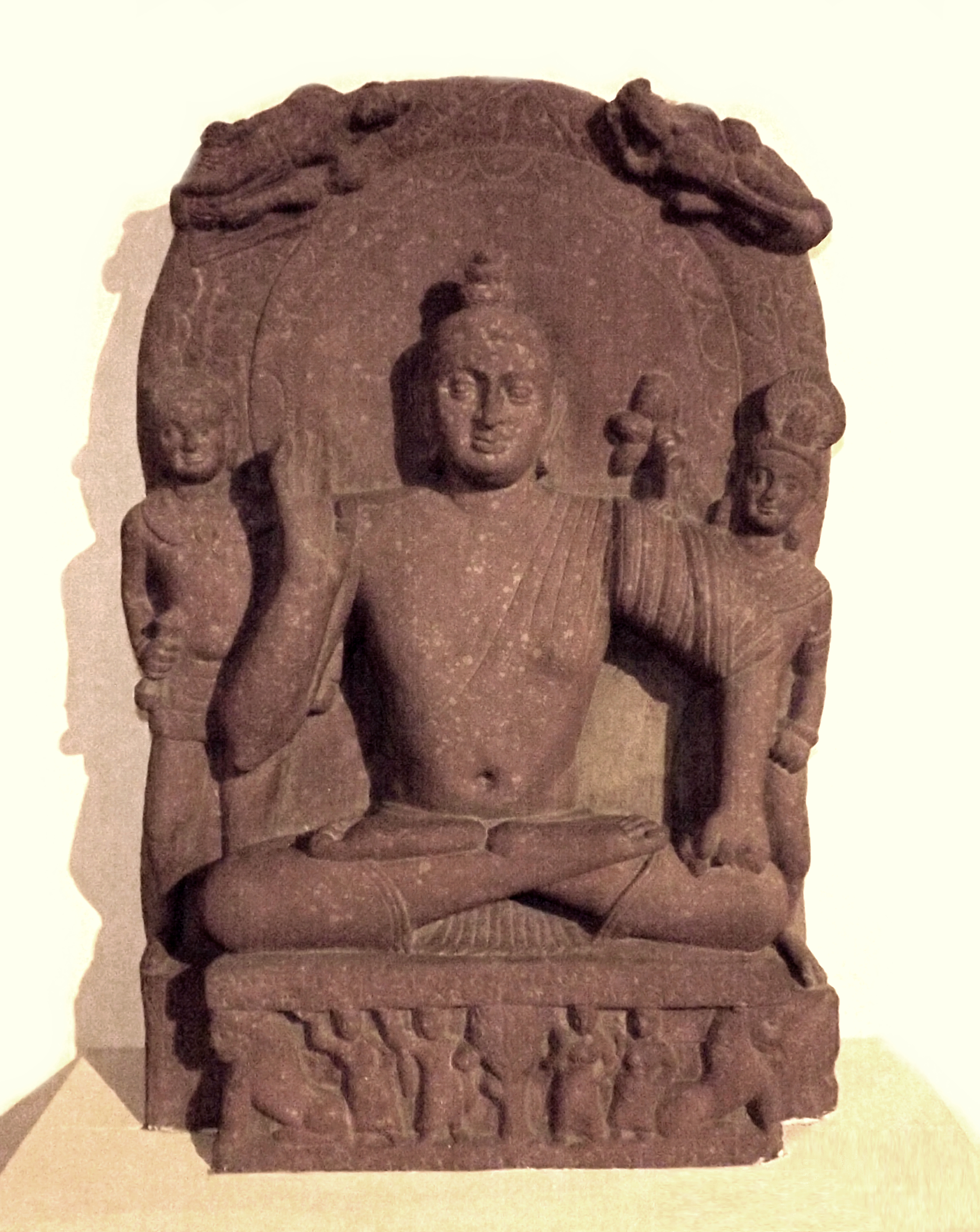
Bodhisattva assis, inscrit de l'an "an 32" de Kanishka (159), Mathura[26],[27].
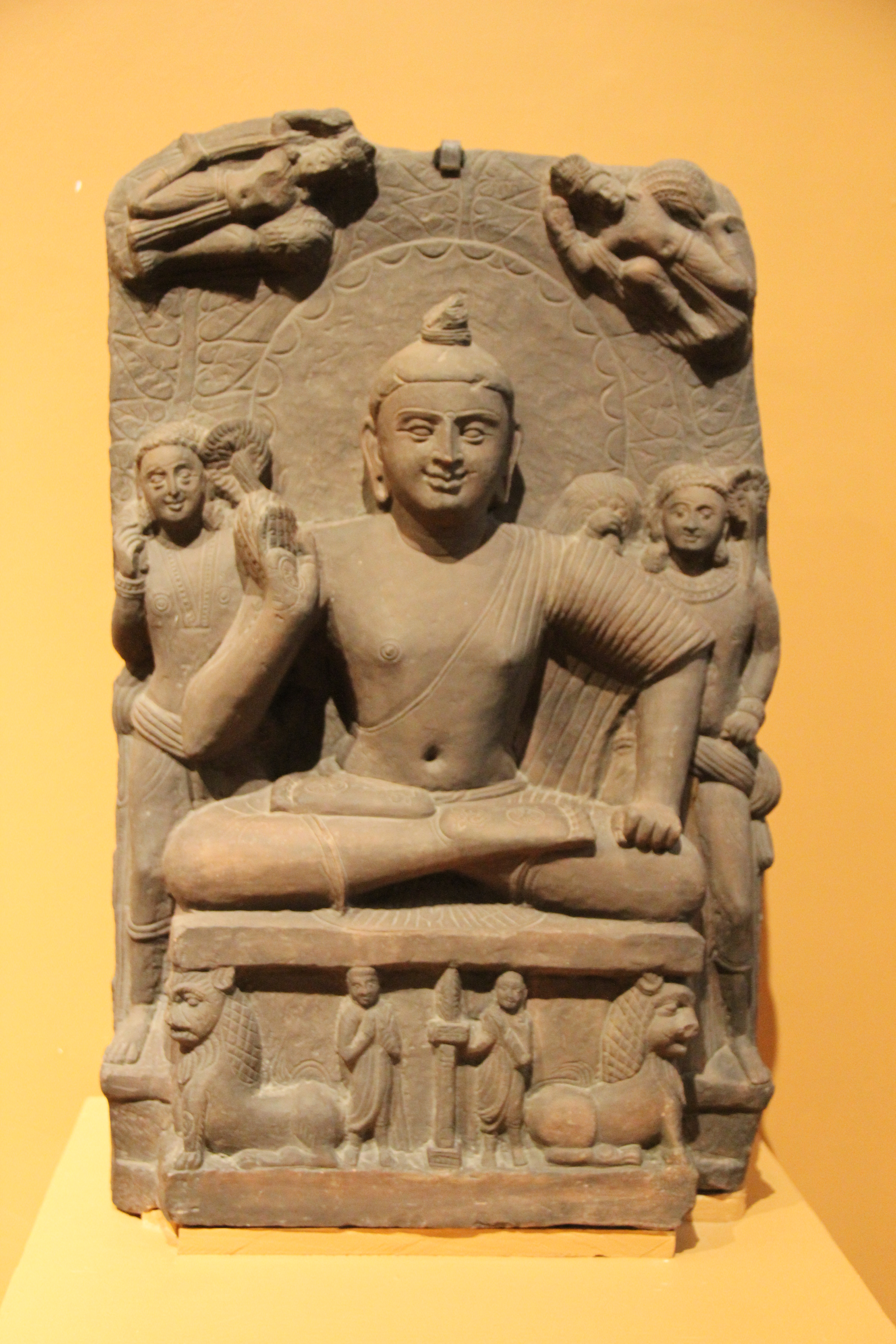
Bodhisattva assis, non inscrit[28].
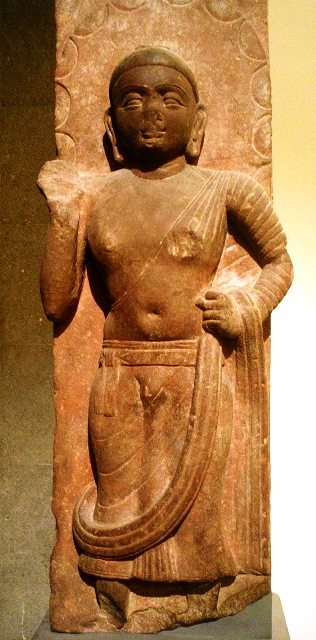
Un Bodhisattva, IIe siècle, Mathura
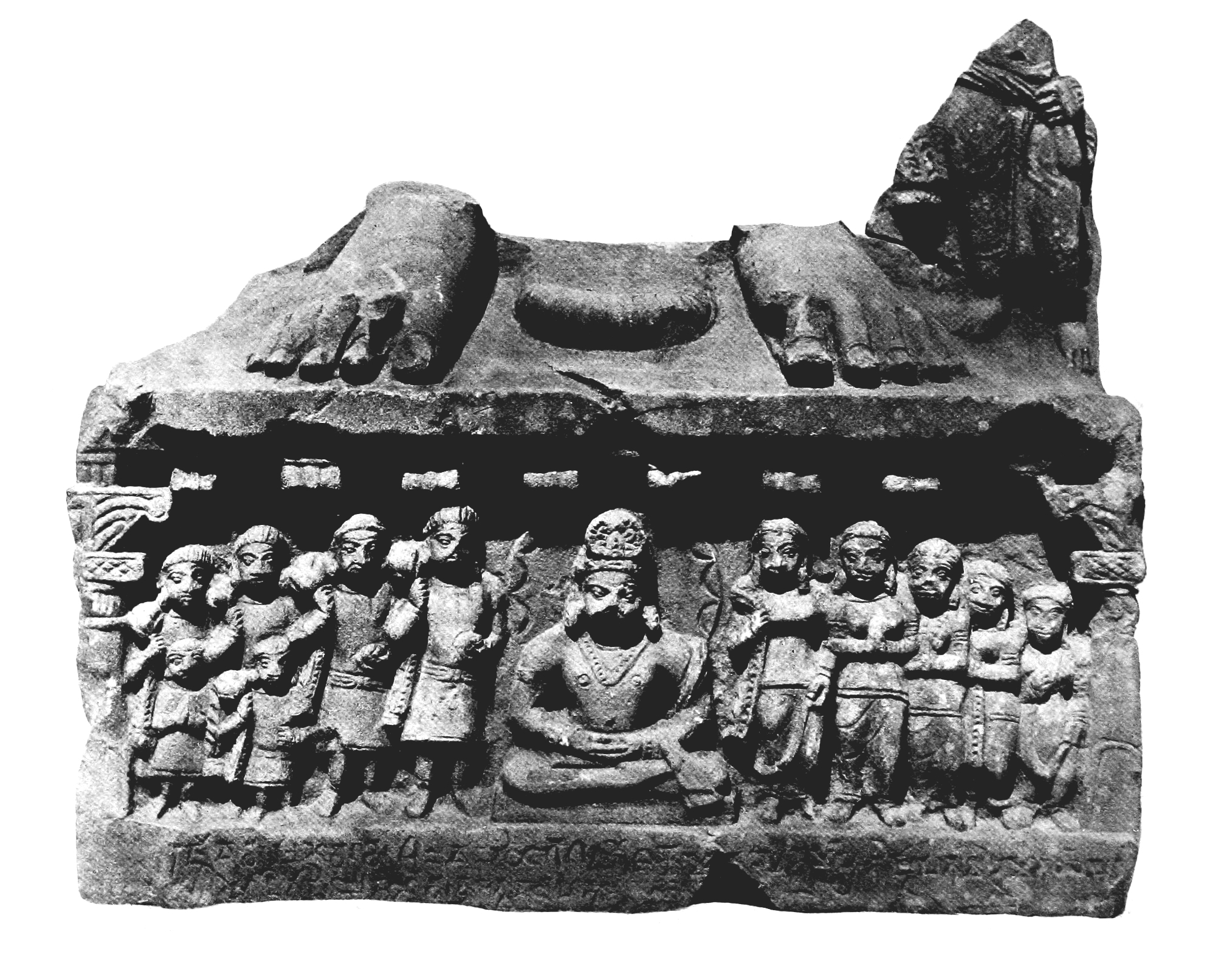
Les dévots Kushana autour d'un Bodhisattva, sur un piédestal de Bouddha. Règne de Vāsishka, Mathura, vers 250

### Bouddhas debout

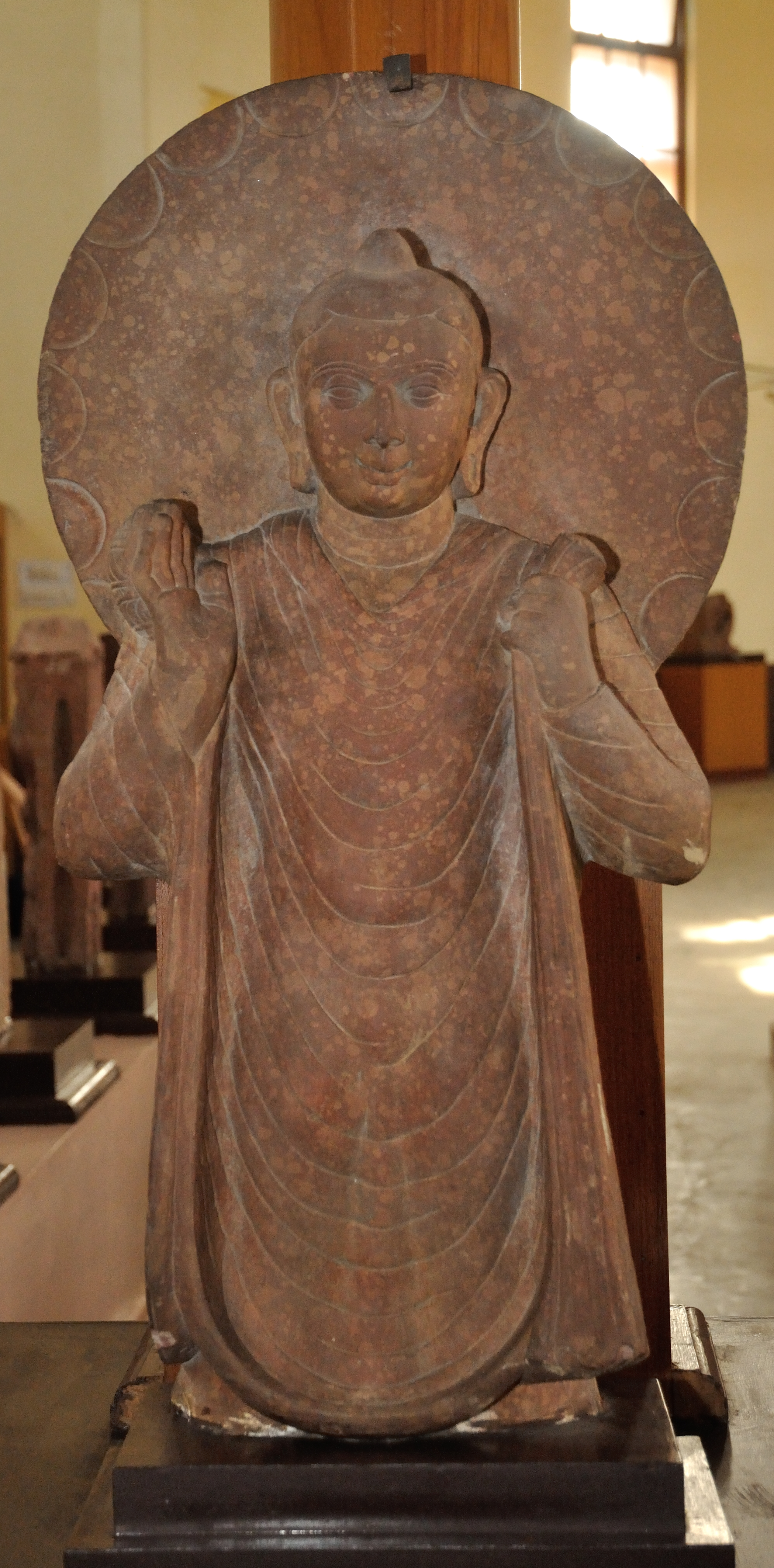
Un Bouddha debout Mathura, vers le IIe siècle de notre ère, Musée Mathura

Le Bouddha debout de Mathura semble être d'un développement un peu plus tardif par rapport aux Bodhisattvas du type du Bodhisattva Bala. Bien que plusieurs datent du IIe siècle de notre ère, elles ont souvent tendance à afficher des caractéristiques qui deviendraient caractéristiques de l'art Gupta, en particulier la robe très fine qui semble coller au corps du Bouddha. Ces statues du Bouddha debout ont cependant tendance à afficher des caractéristiques et des attitudes plus facilement visibles dans l'art gréco-bouddhiste du Gandhara : la tête du Bouddha est entourée d'un nimbe, les vêtements couvrent les deux épaules, la main gauche tient la robe du Bouddha tandis que l'autre forme un mudra Abbhiya, et les plis dans les vêtements sont plus typiques des styles gandhariens.
À bien des égards, le Bouddha debout de Mathura semble être une combinaison de la tradition sculpturale locale initiée par les Yakshas avec le style hellénistique des Bouddhas de l'art gréco-bouddhiste de Gandhara.

### Autres œuvres sculpturales
Les sculptures de l'école de Mathura incorporent de nombreux éléments hellénistiques, tels que le réalisme idéaliste général, et des éléments de conception clés tels que les cheveux bouclés et les plis des vêtements. Les adaptations spécifiques de Mathura tendent à refléter des conditions climatiques plus chaudes, car elles consistent en une fluidité plus élevée des vêtements, qui ont tendance à couvrir progressivement une seule épaule au lieu des deux. En outre, les types de visage ont également tendance à devenir plus indianisés. Banerjee dans l'Hellénisme dans l'Inde ancienne décrit "le caractère mixte de l'école Mathura dans laquelle on retrouve d'une part, une continuation directe de l'ancien art indien de Barhut et Sanchi et d'autre part, l'influence classique dérivée de Gandhara".

Dans certains cas cependant, une influence claire de l'art du Gandhara peut également être ressentie, comme dans le cas de l'"Héraclès de Mathura", une statue hellénistique d'Héraclès étranglant le lion de Némée, découverte à Mathura, et maintenant au Kolkota Indian Museum, ainsi que des scènes bacchanales,,. Bien qu'inspiré de l'art de Gandhara, le portrait d'Héraclès n'est pas parfaitement exact et peut montrer un manque de compréhension du sujet, car Héraclès est déjà montré portant la peau du lion qu'il combat,. 

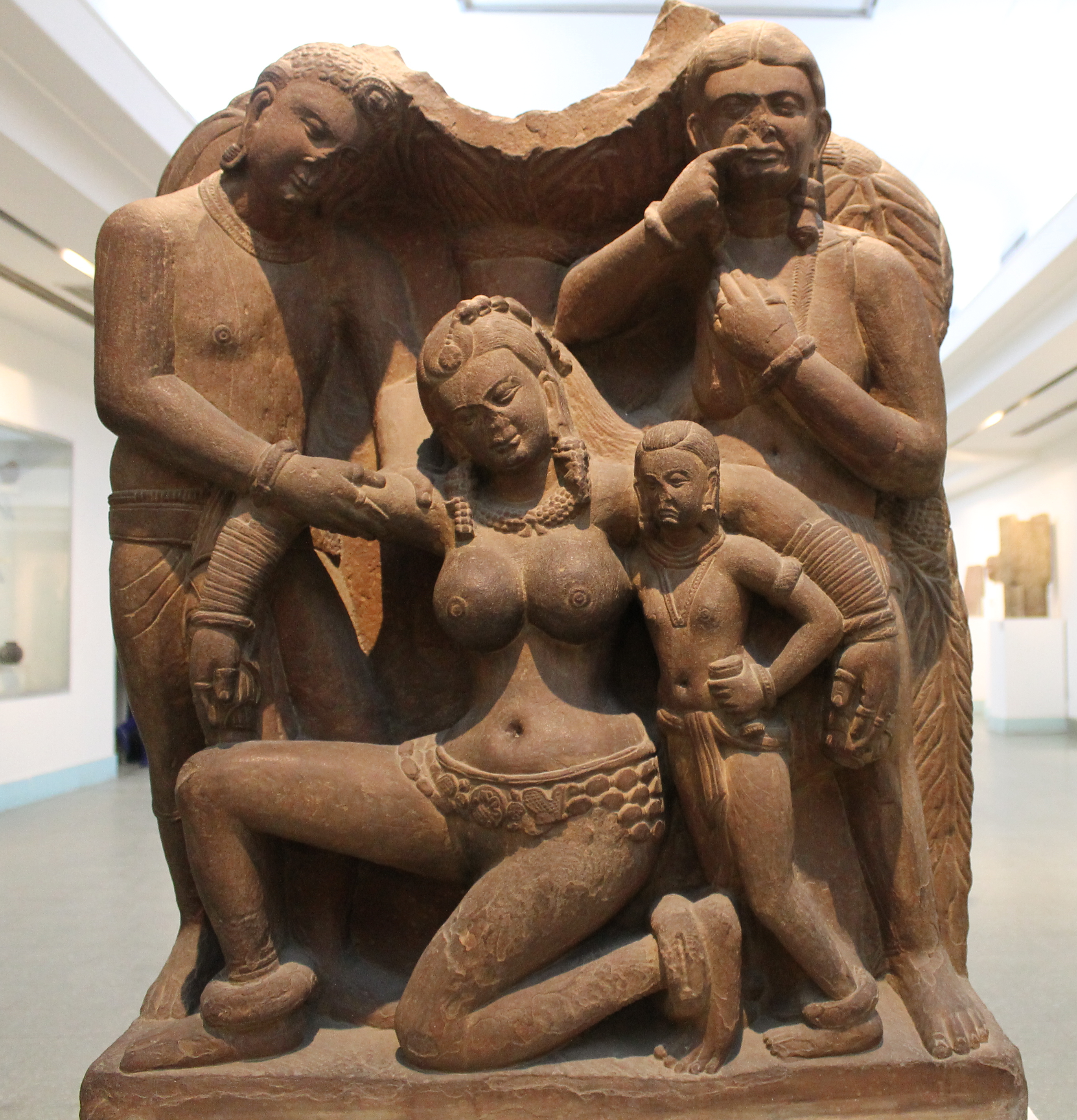
Scène bacchanale, Mathura
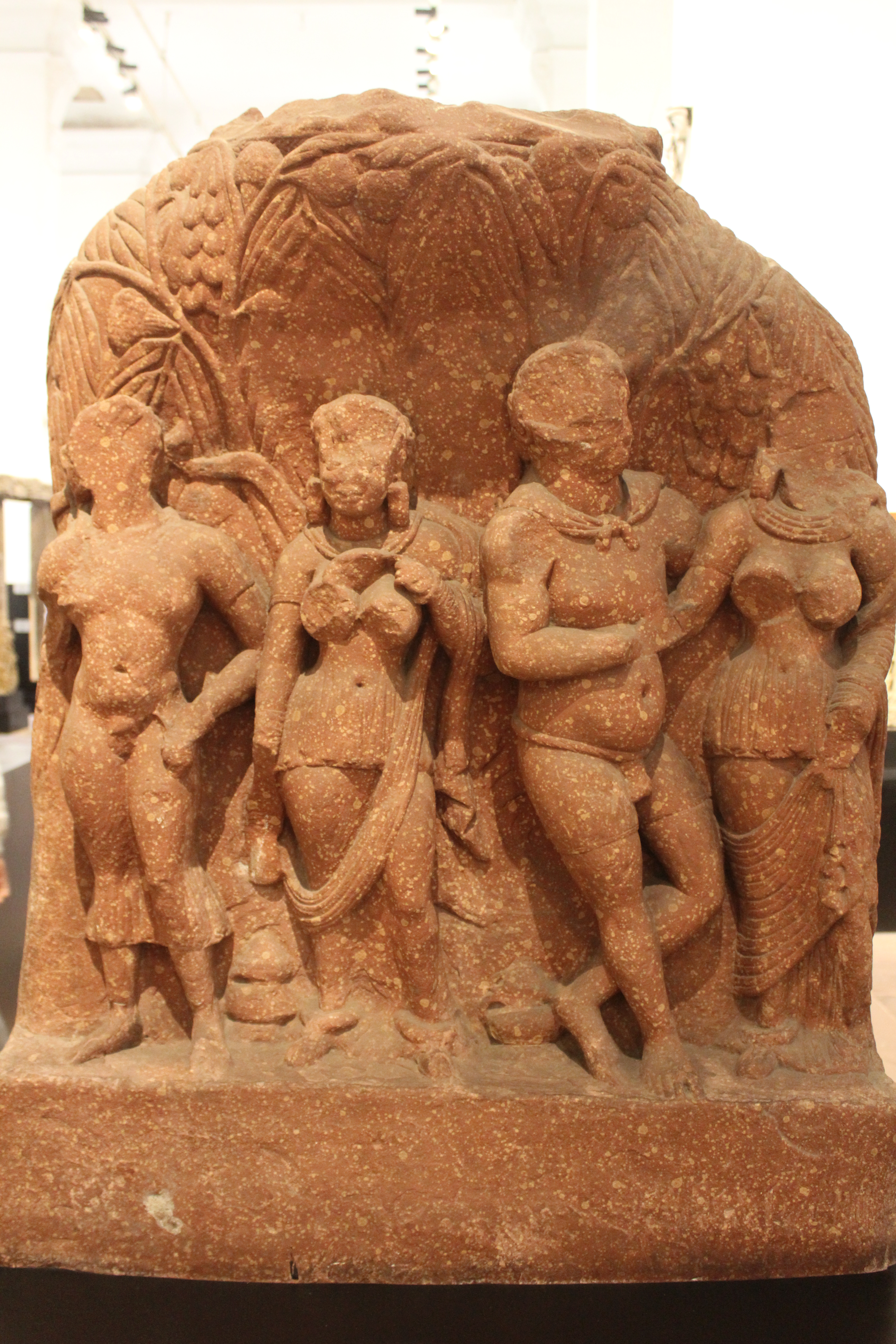
Bacchanale avec des femmes en robe grecque[34], Mathura
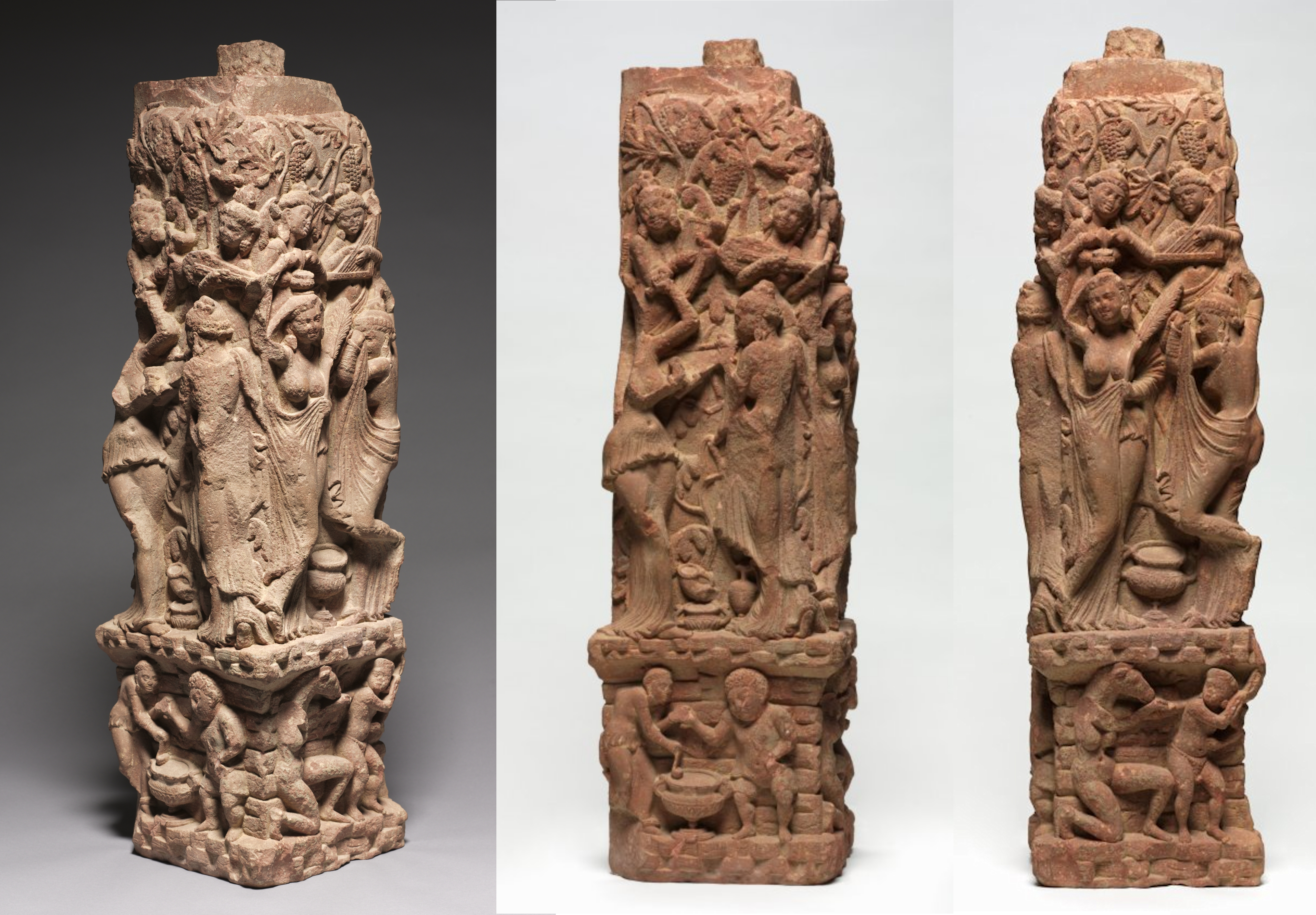
Pilier de garde-corps d'angle avec scènes de banquet alcoolisé, Yakshi et Musiciens, incorporant des éléments hellénistiques. Mathura, période Kushana, vers 100
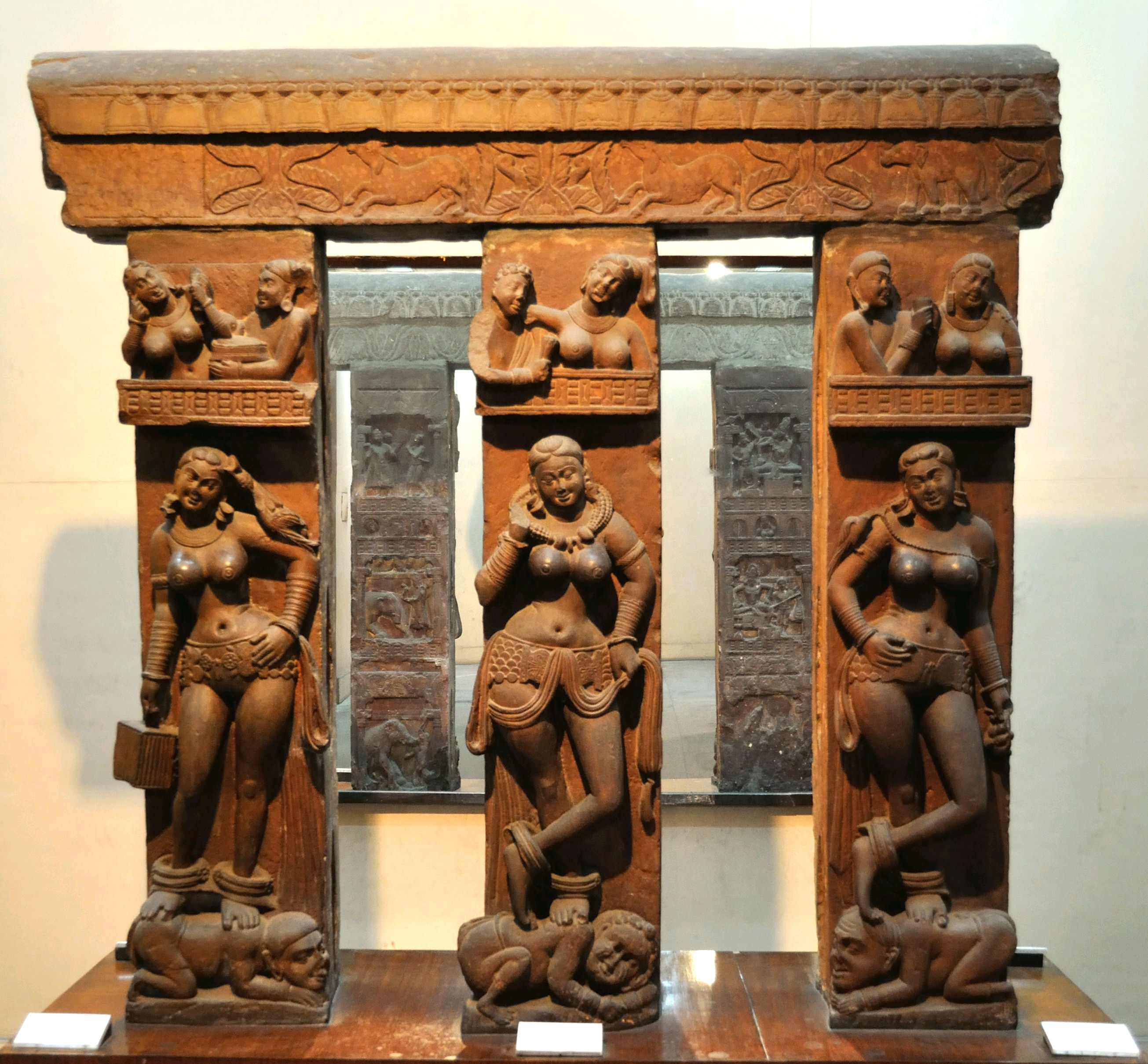
Yaksis de Bhutesvara, Mathura, IIe siècle
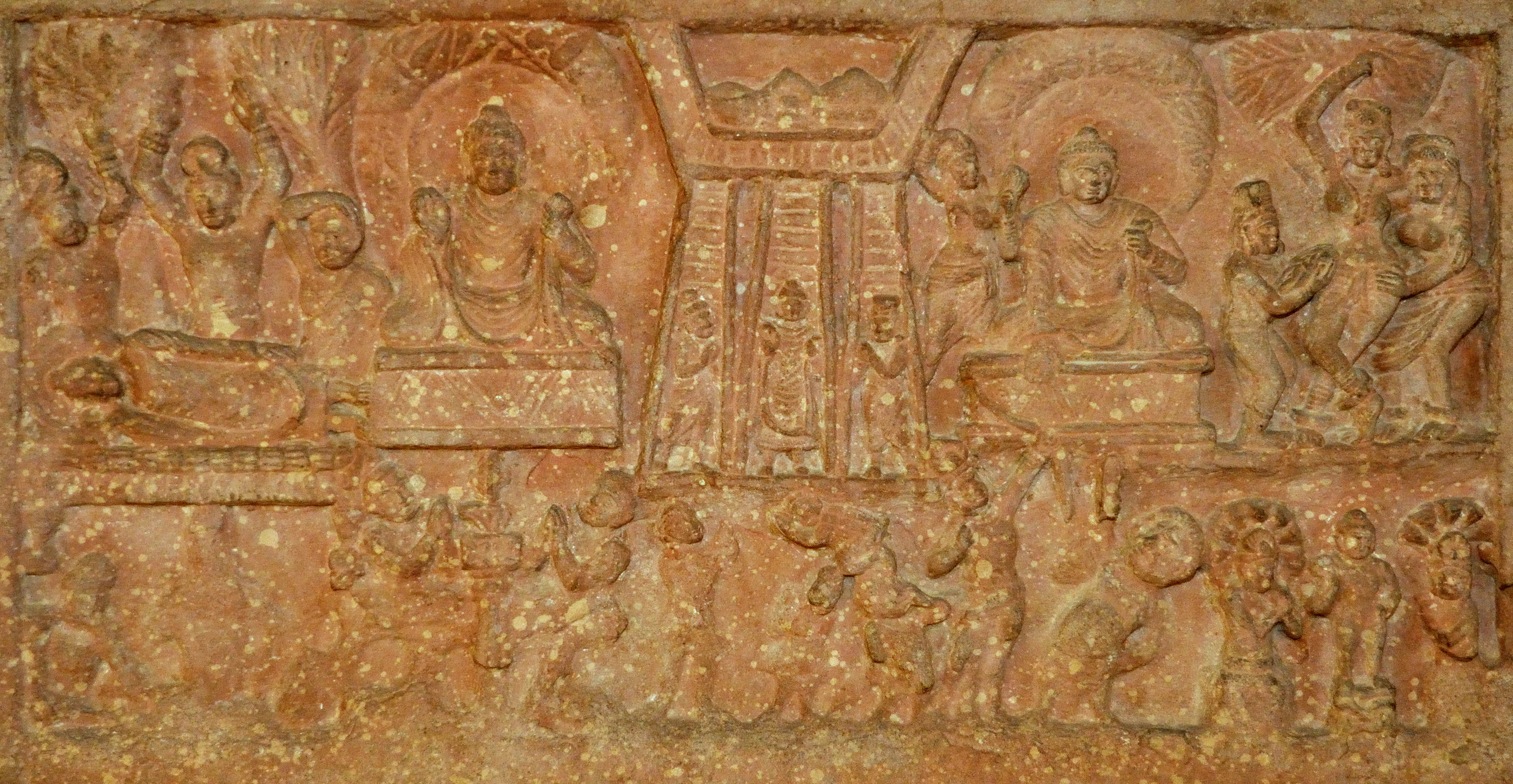
Relief Mathura montrant la vie complète du Bouddha, de la naissance à la mort. Le vêtement est inspiré du Gandhara.
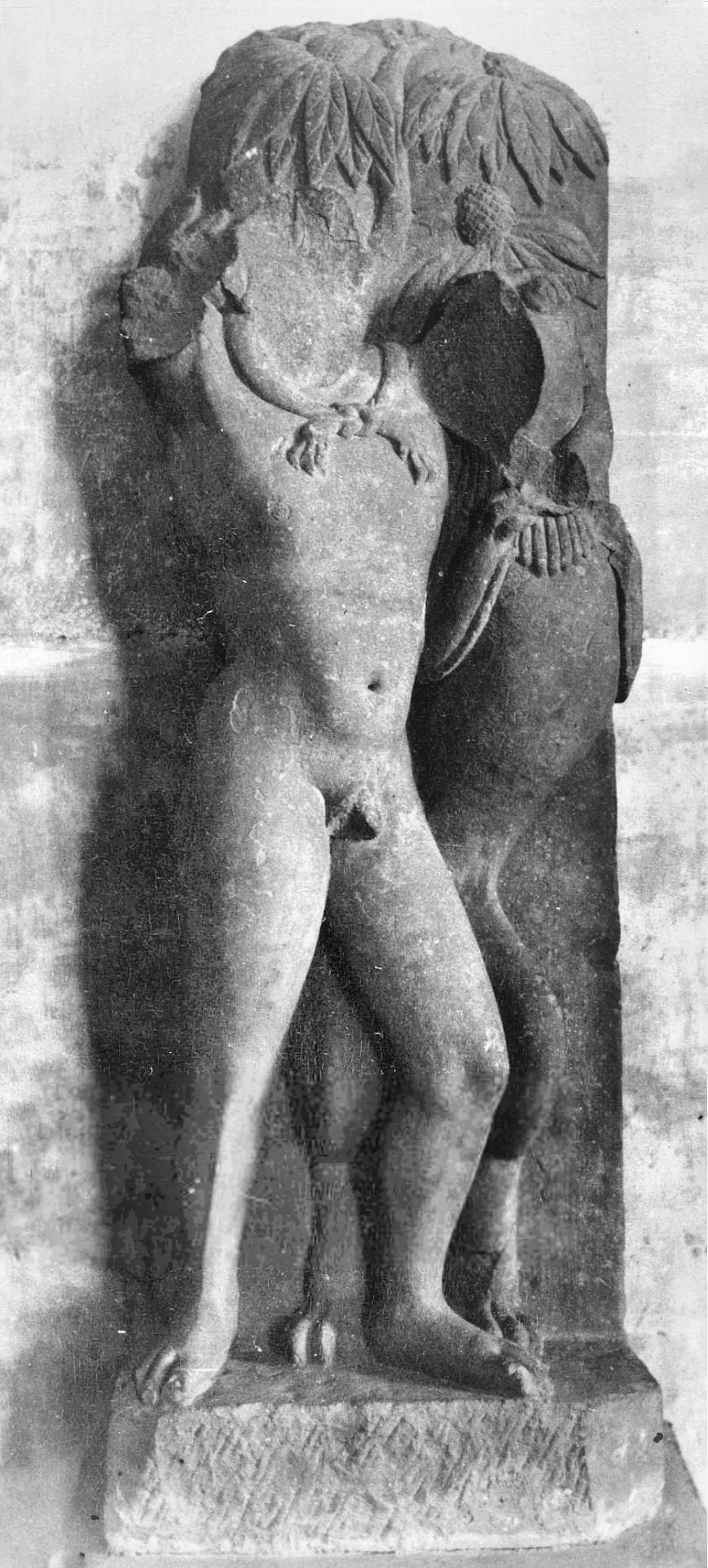
L' Héraclès de Mathura, statue d'Héraclès étranglant le lion de Némée découvert à Mathura. Pour une photographie récente, voir  . Début du IIe siècle de notre ère[36].

### L'art hindou à Mathura sous les Kushana
L'art hindou a commencé à se développer pleinement du Ier   au   IIe siècle de notre ère, et il n'y a que très peu d'exemples de représentation artistique avant cette époque. Presque tous les premiers exemples connus d'art hindou ont été découverts dans la région de Mathura et au Gandhara. L'art hindou a trouvé sa première inspiration dans l'art bouddhique de Mathura. Les trois dieux védiques Indra, Brahma et Surya ont en fait été représentés pour la première fois dans la sculpture bouddhiste du IIe au Ier siècle avant notre ère, en tant que préposés dans des scènes commémorant la vie du Bouddha, même lorsque le Bouddha lui-même n'était pas encore montré sous une forme humaine mais uniquement à travers ses symboles, tels que les scènes de sa naissance, sa descente du ciel de Trāyastriṃśa, ou sa retraite dans la grotte d'Indrasala. À l'époque des Kushan, l'art hindou a progressivement incorporé une profusion d'éléments stylistiques et symboliques hindous originaux, en contraste avec l'équilibre général et la simplicité de l'art bouddhiste. Les différences apparaissent dans l'iconographie plutôt que dans le style. On considère généralement que c'est à Mathura, à l'époque des Kushana, que les divinités brahmaniques ont reçu leur forme standard :

« To a great extent it is in the visual rendering of the various gods and goddesses of theistic Brahmanism that the Mathura artist displayed his ingenuity and inventiveness at their best. Along with almost all the major cult icons Visnu, Siva, Surya, Sakti and Ganapati, a number of subsidiary deities of the faith were given tangible form in Indian art here for the first time in an organized manner. In view of this and for the variety and multiplicity of devotional images then made, the history of Mathura during the first three centuries of the Christian era, which coincided with the rule of the Kusanas, can very well be called revolutionary in the development of Brahmanical sculpture »

— Pran Gopal Paul and Debjani Paul, in Brahmanical Imagery in the Kuṣāṇa Art of Mathurā: Tradition and Innovations

#### Images cultuelles de Vasudeva

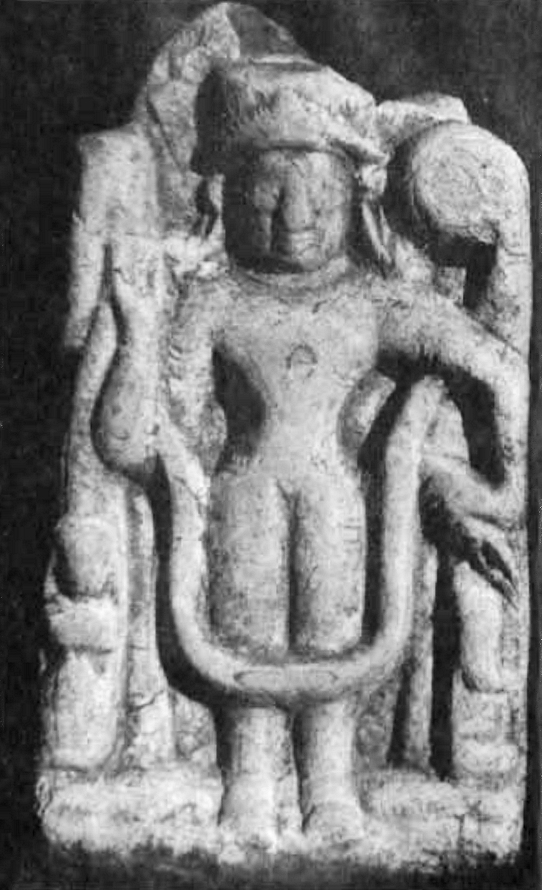
Vasudeva-Krishna avec trois attributs, un geste de salutation, et sans auréole, terre cuite.

Des images cultuelles de Vasudeva ont continué à être produites au cours de la période, le culte de cette divinité mathurane étant beaucoup plus important que celui de Vishnu jusqu'au IVe siècle de notre ère. Des statues datant des IIe et IIIe siècles montrent un Vasudeva possiblement à quatre bras debout avec ses attributs: la roue, la masse et la conque, sa main droite saluant dans un geste Abhaya mudra. Ce n'est qu'avec la période Gupta que des statues centrées sur le culte de Vishnu lui-même ont commencé à apparaître, en utilisant la même iconographie que les statues de Vasudeva, mais avec l'ajout d'une auréole à partir des épaules. Pendant ce temps, les statues de Gopala-Krishna, l'autre composant principal de Krishna amalgamée, sont absentes de Mathura, suggérant la quasi-absence de ce culte dans le nord de l'Inde jusqu'à la fin de la période Gupta (VIe siècle de notre ère).

Certaines sculptures de cette période suggèrent que la "doctrine Vyūha" (Vyūhavāda, "Doctrine des émanations") commençait à émerger, alors que des images de « Chatur-vyūha » (les « quatre émanations de Vasudeva ») apparaissaient. La célèbre statue de "Caturvyūha" du musée Mathura est une tentative de montrer dans une composition Vāsudeva comme la divinité centrale avec les autres membres du clan Vrishni du système Pancharatra émanant de lui: Samkarsana, Pradyumna et Aniruddha, avec le Samba manquant. Le dos du relief est sculpté de branches d'un arbre Kadamba, montrant symboliquement la relation généalogique entre les différentes divinités. Les représentations de Vāsudeva et plus tard de Vishnu étaient stylistiquement dérivées du type des Bodhisattvas parés avec des bijoux riches et une coiffure ornée.

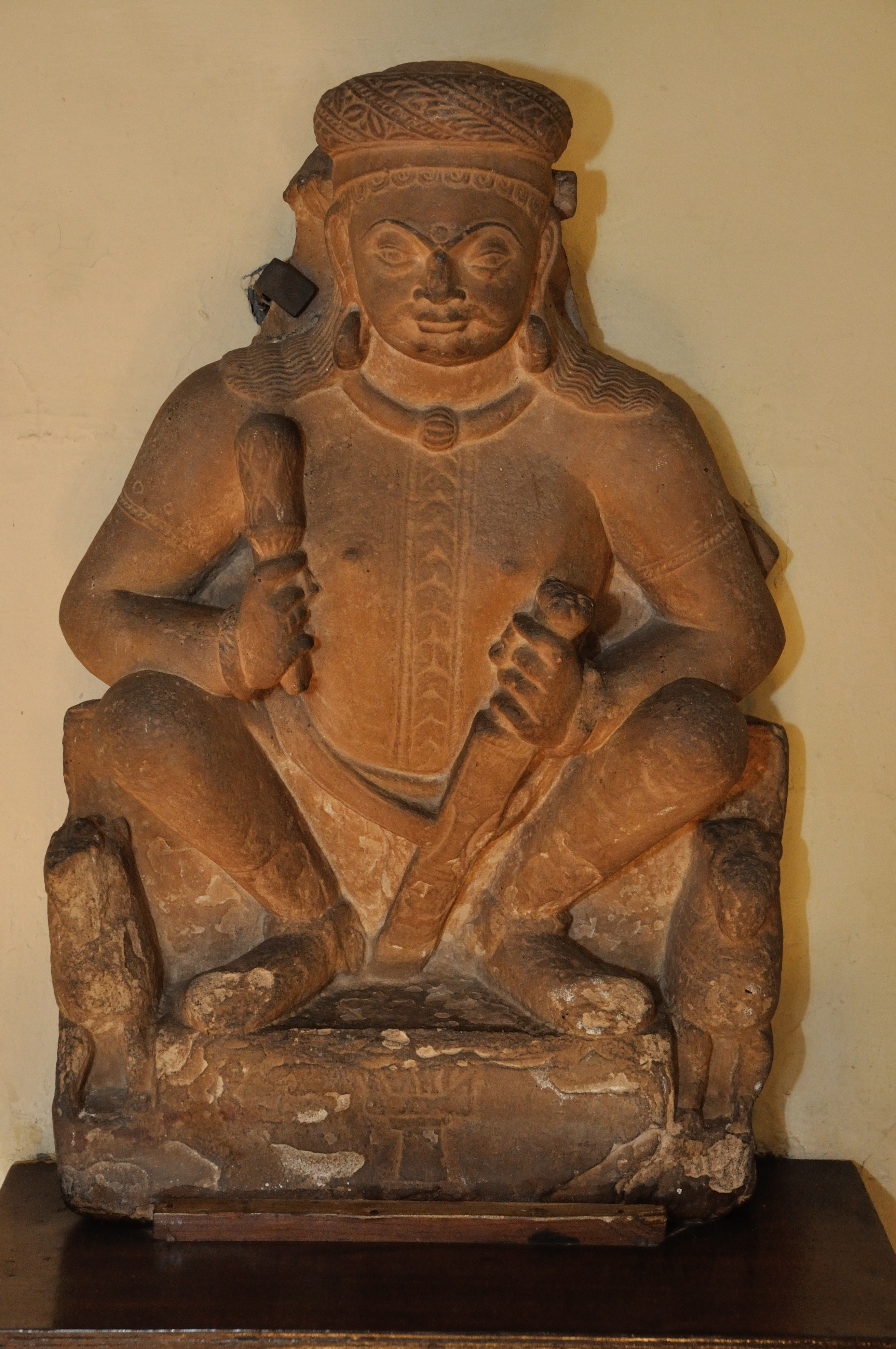
Dieu du soleil Surya, également vénéré dans le bouddhisme, période Kushan
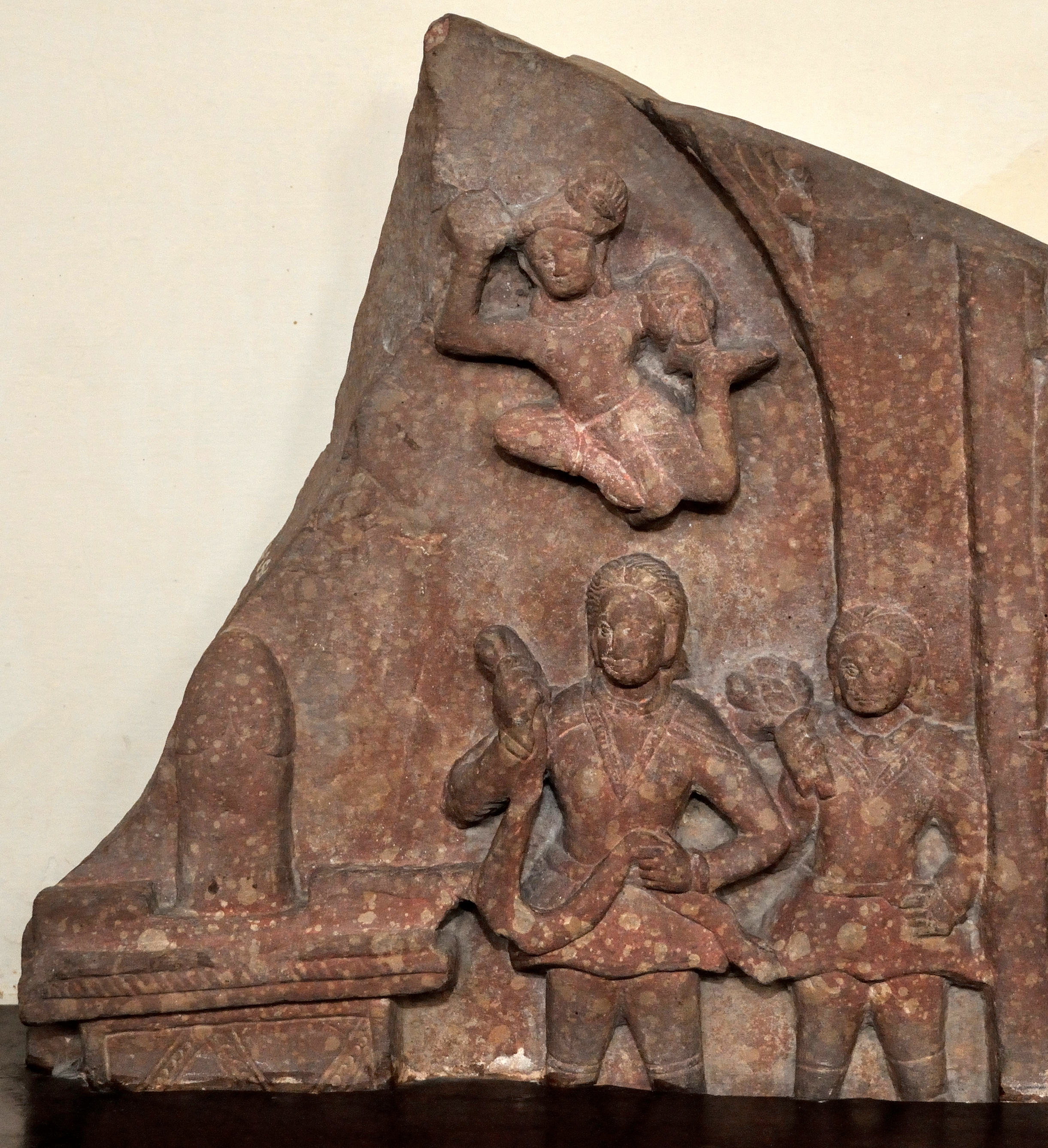
Shiva Linga adoré par des fidèles indo-scythes[48], ou Kushan, IIe siècle de notre ère.
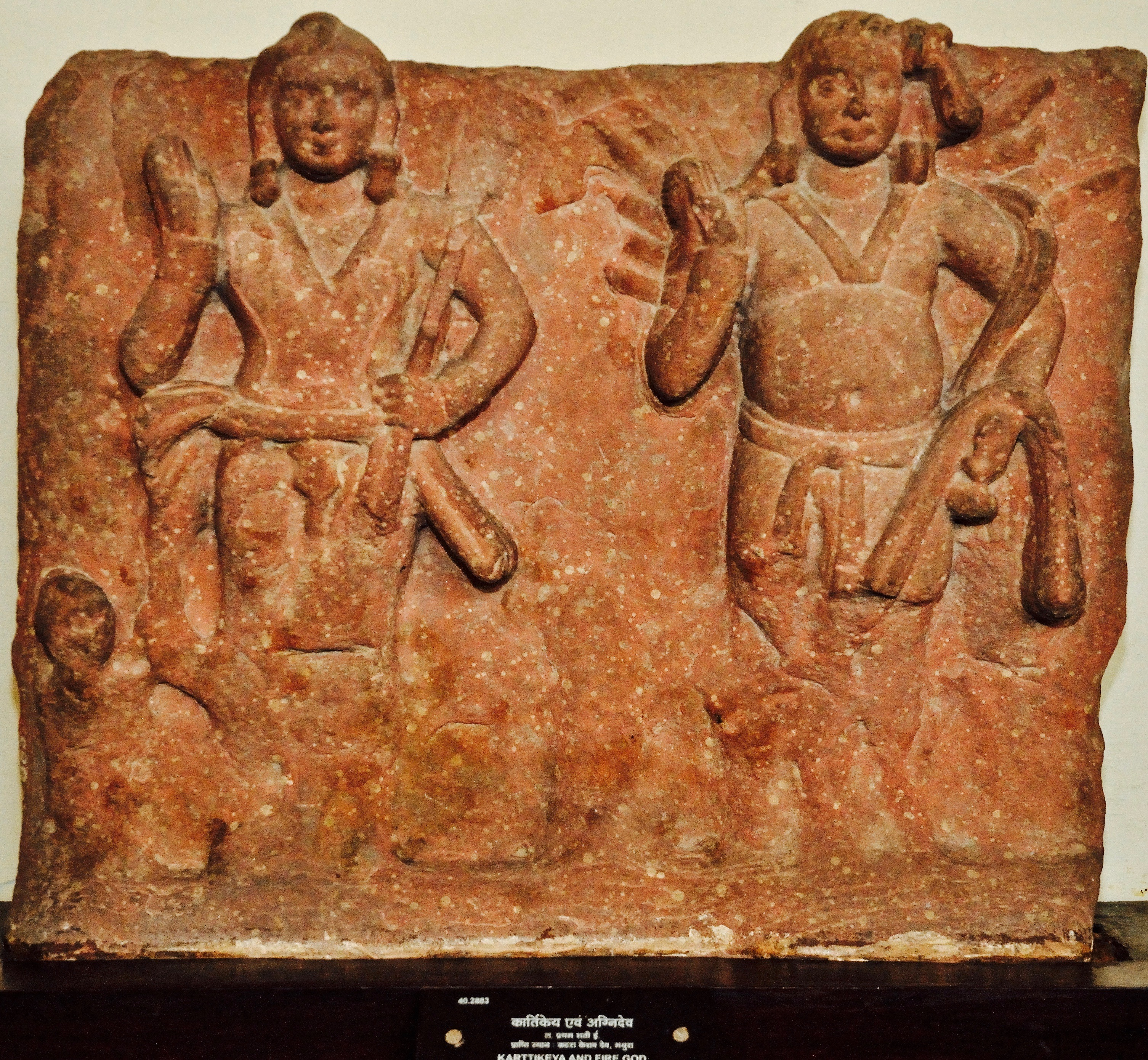
Dieu de la guerre Karttikeya et Dieu du feu Agni, période Kushan, Ier siècle de notre ère
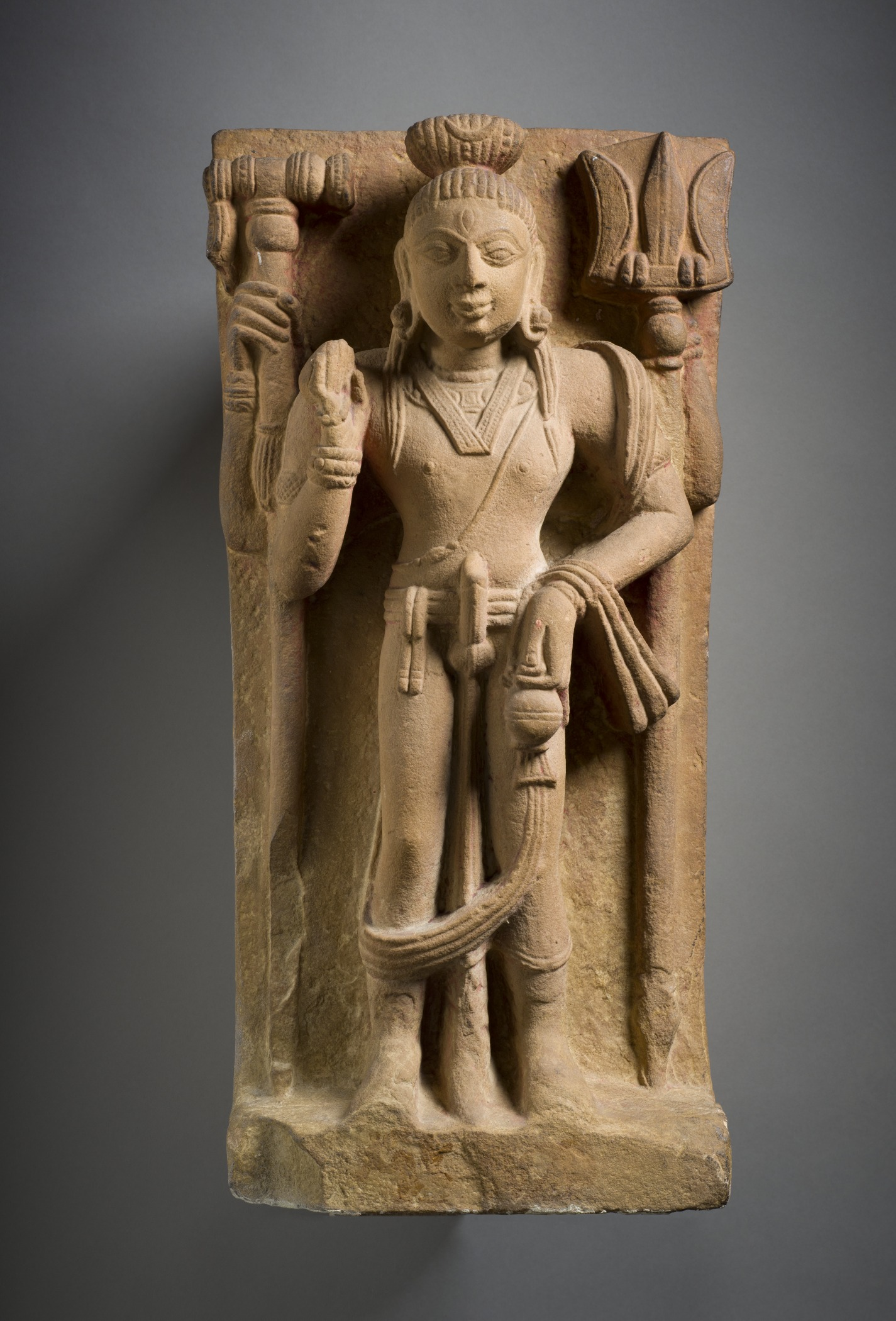
Le dieu hindou Shiva, IIIe siècle de notre ère. Mathura ou Ahicchatra[49].
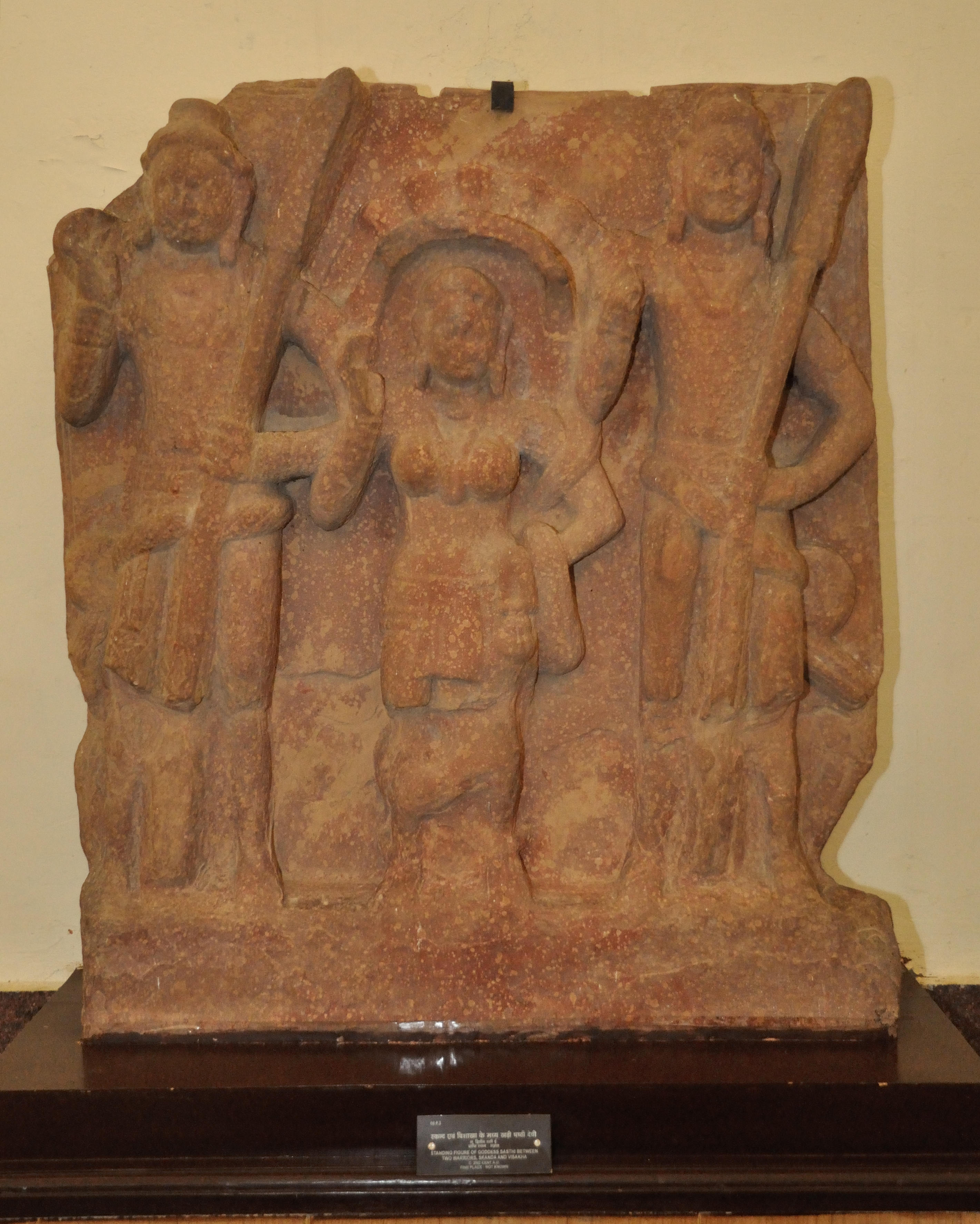
Image de l'époque kushan de Shashthi entre Skanda et Vishakha, IIe siècle
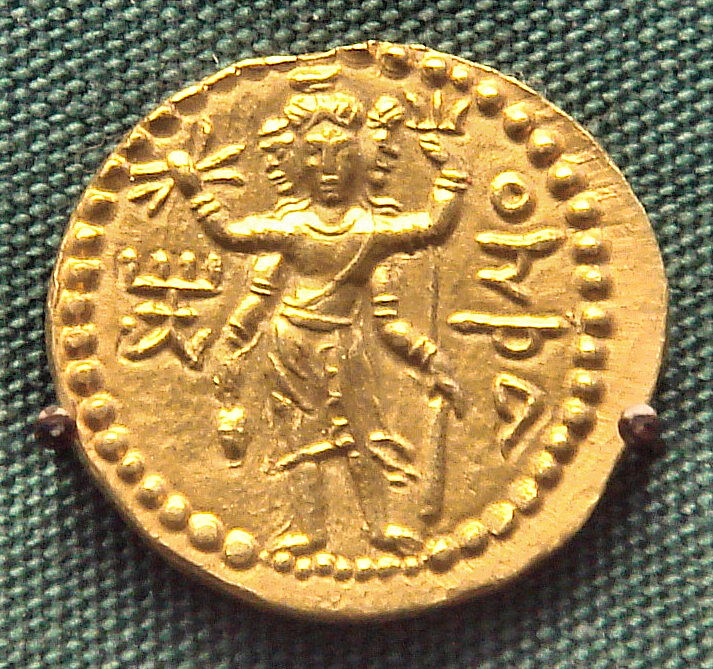
Oesho à quatre bras à trois faces avec des attributs, souvent identifiés avec Shiva, sur une pièce de Huvishka[50].

### Art jaïn

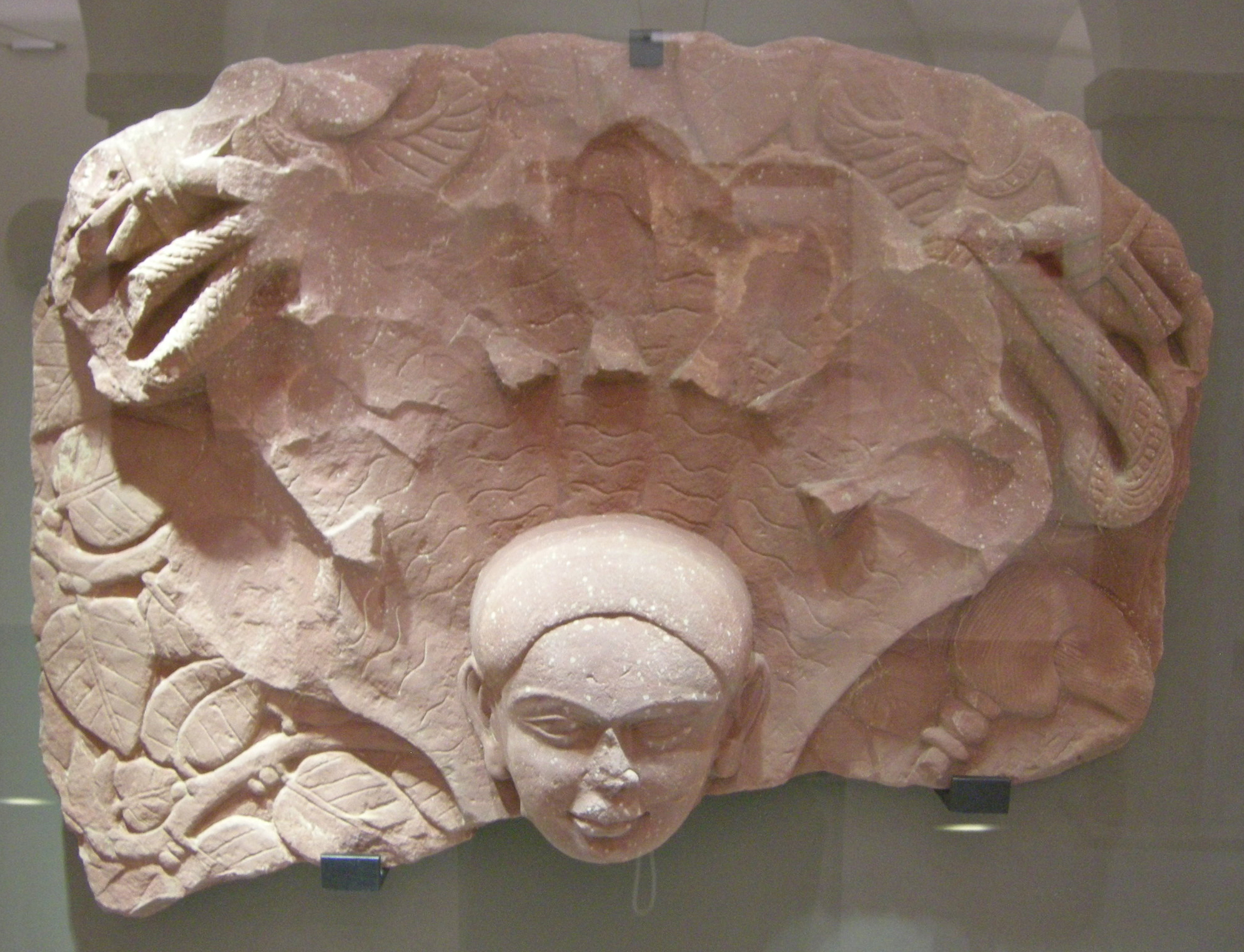
Parshvanatha, période Kushan
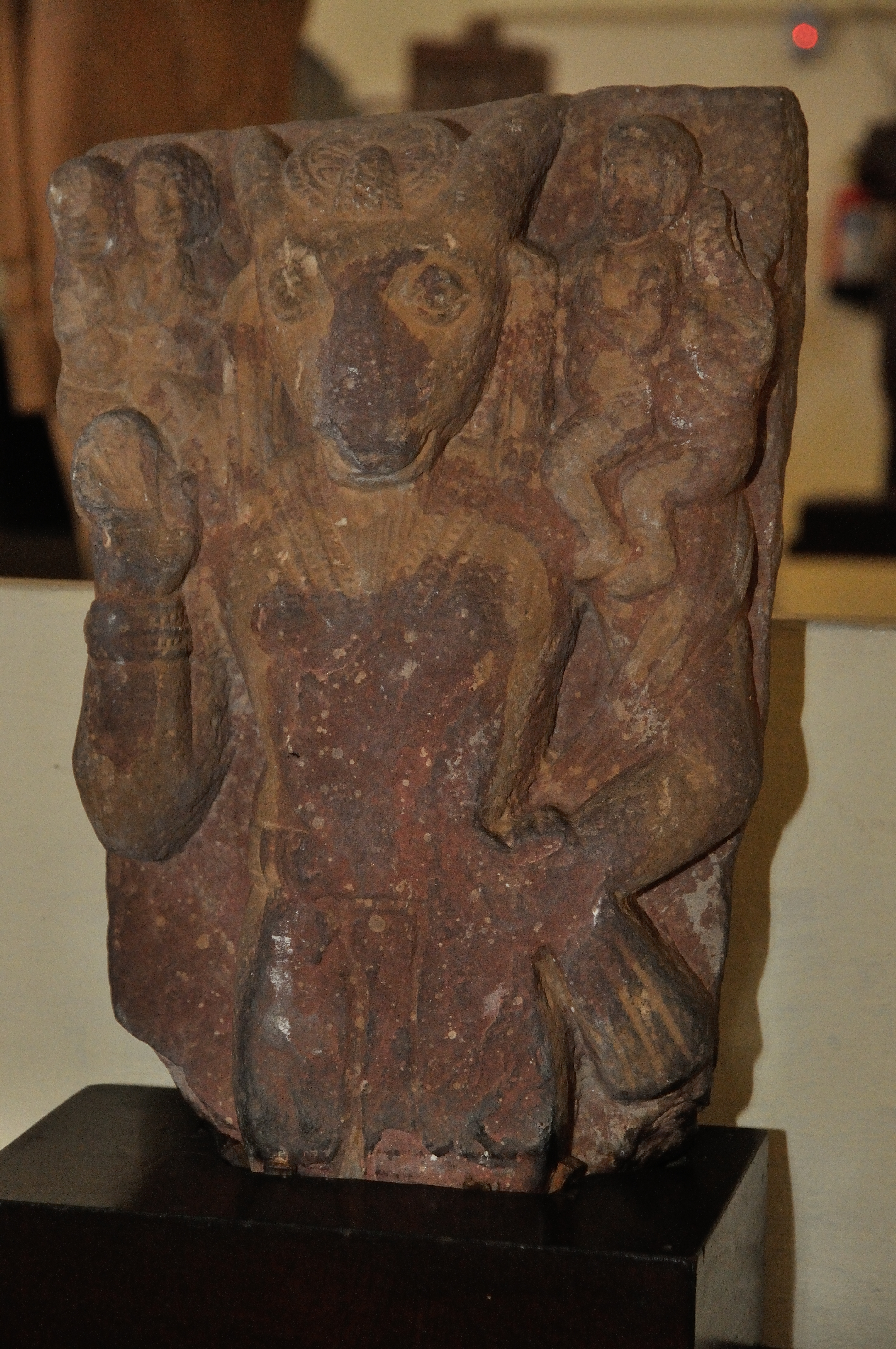
Dieu au visage de chèvre Harinaigamesha, période Kushan, Mathura
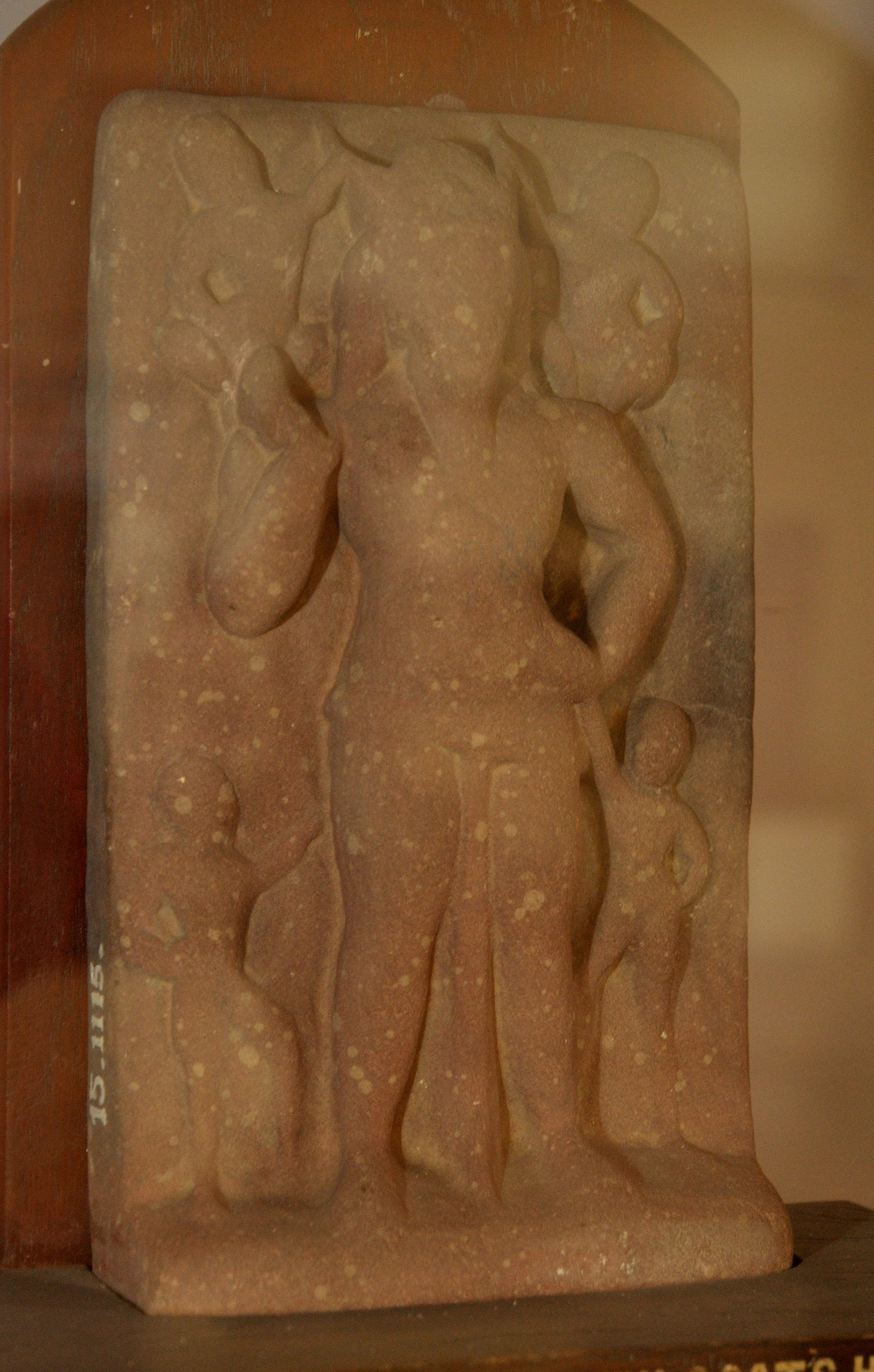
Dieu jaïn de l'accouchement Naigamesha, Ier – IIIe siècle de notre ère[51].
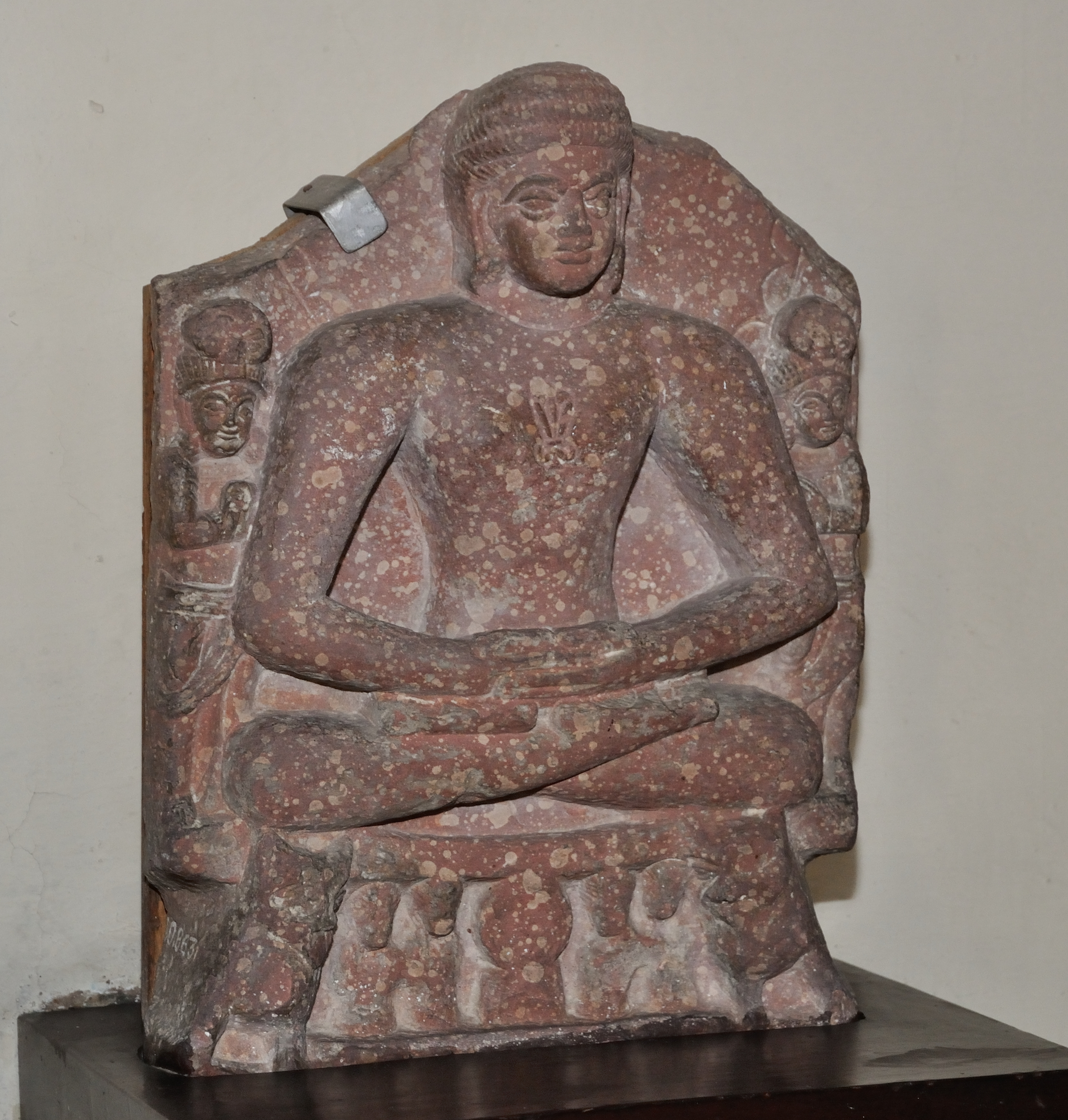
Jina en méditation, période Kushan, Mathura
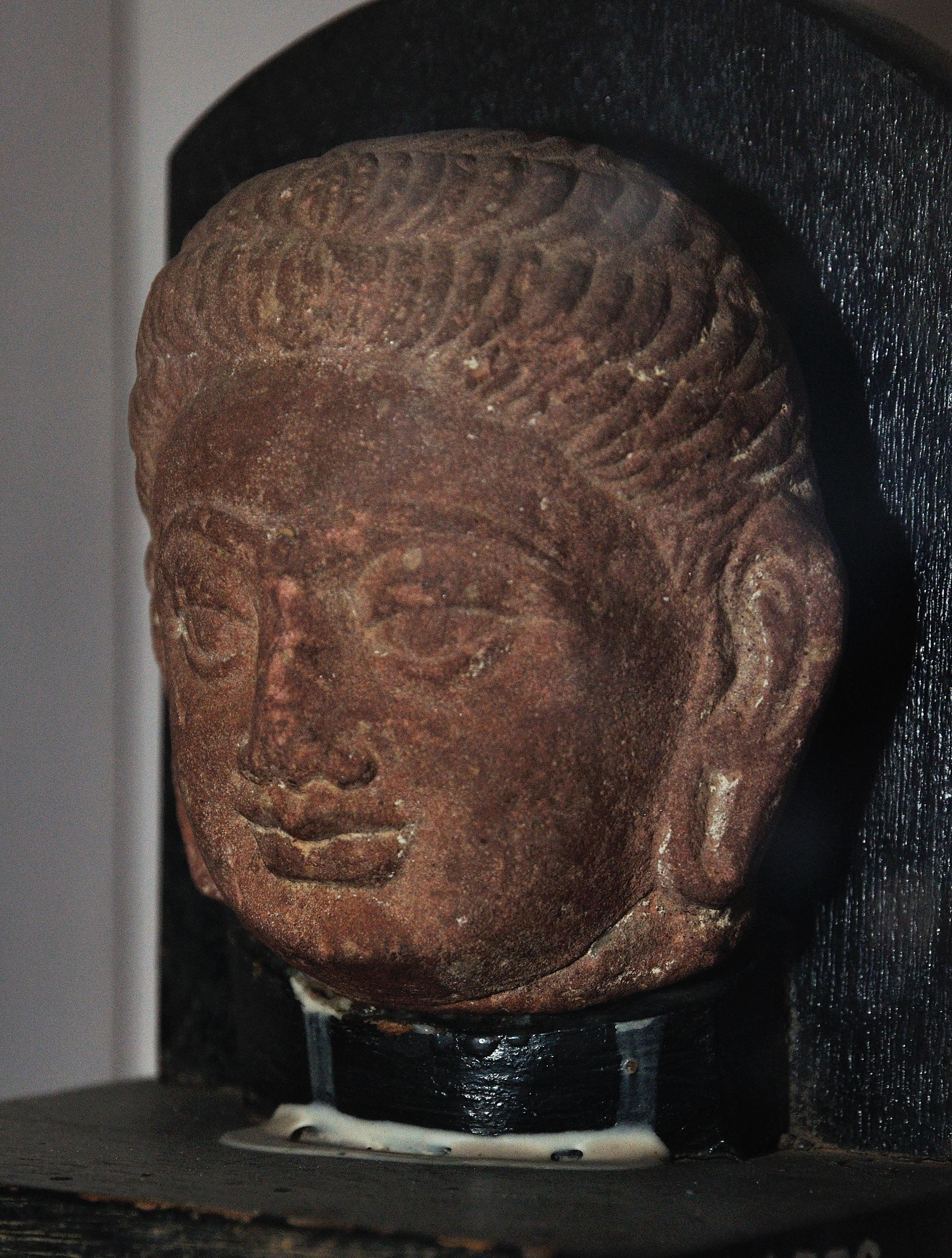
Tête de Tirthankara, période Kushan, Mathura
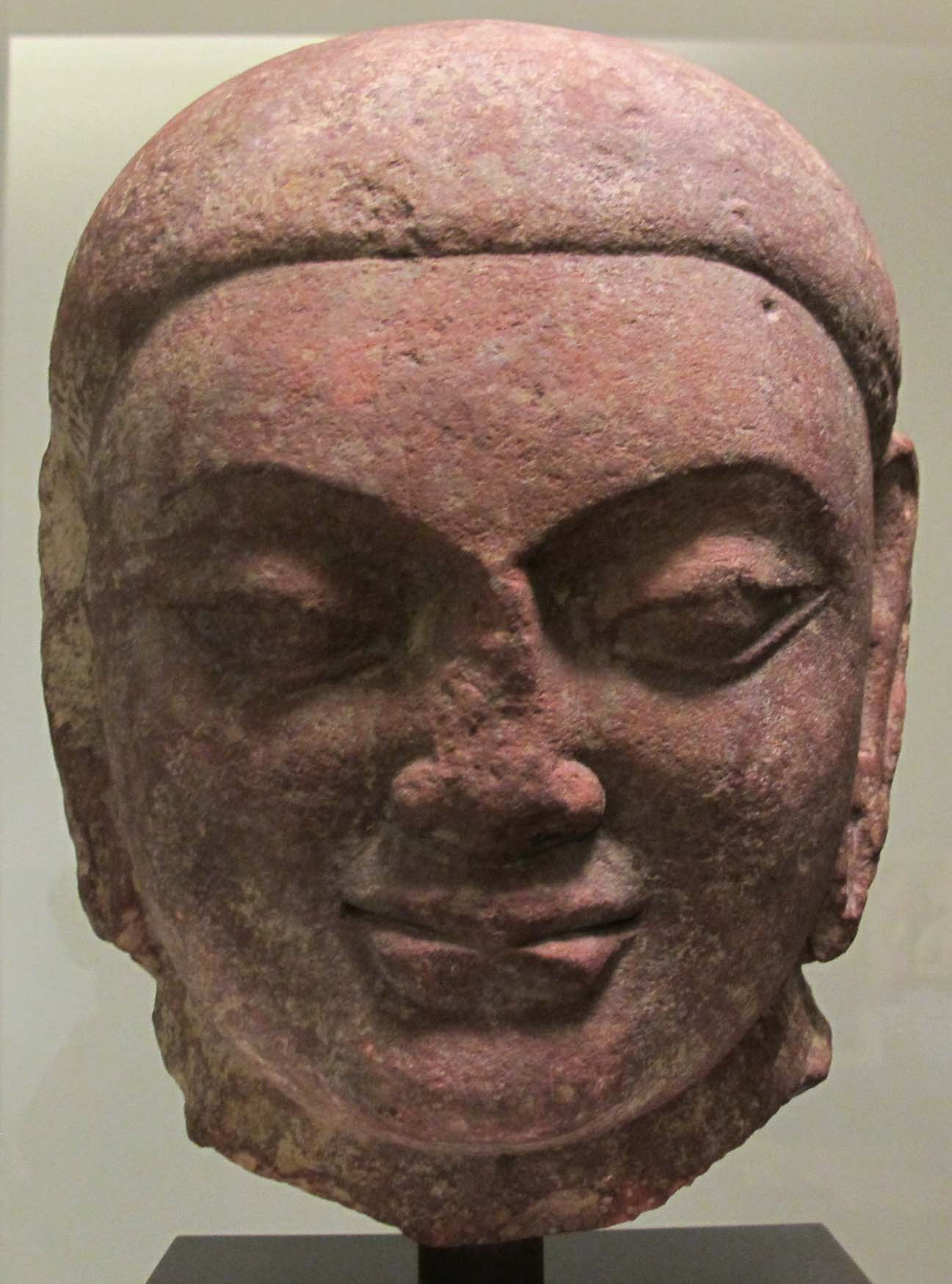
Tête de Tirthankara, période Kushan, Mathura
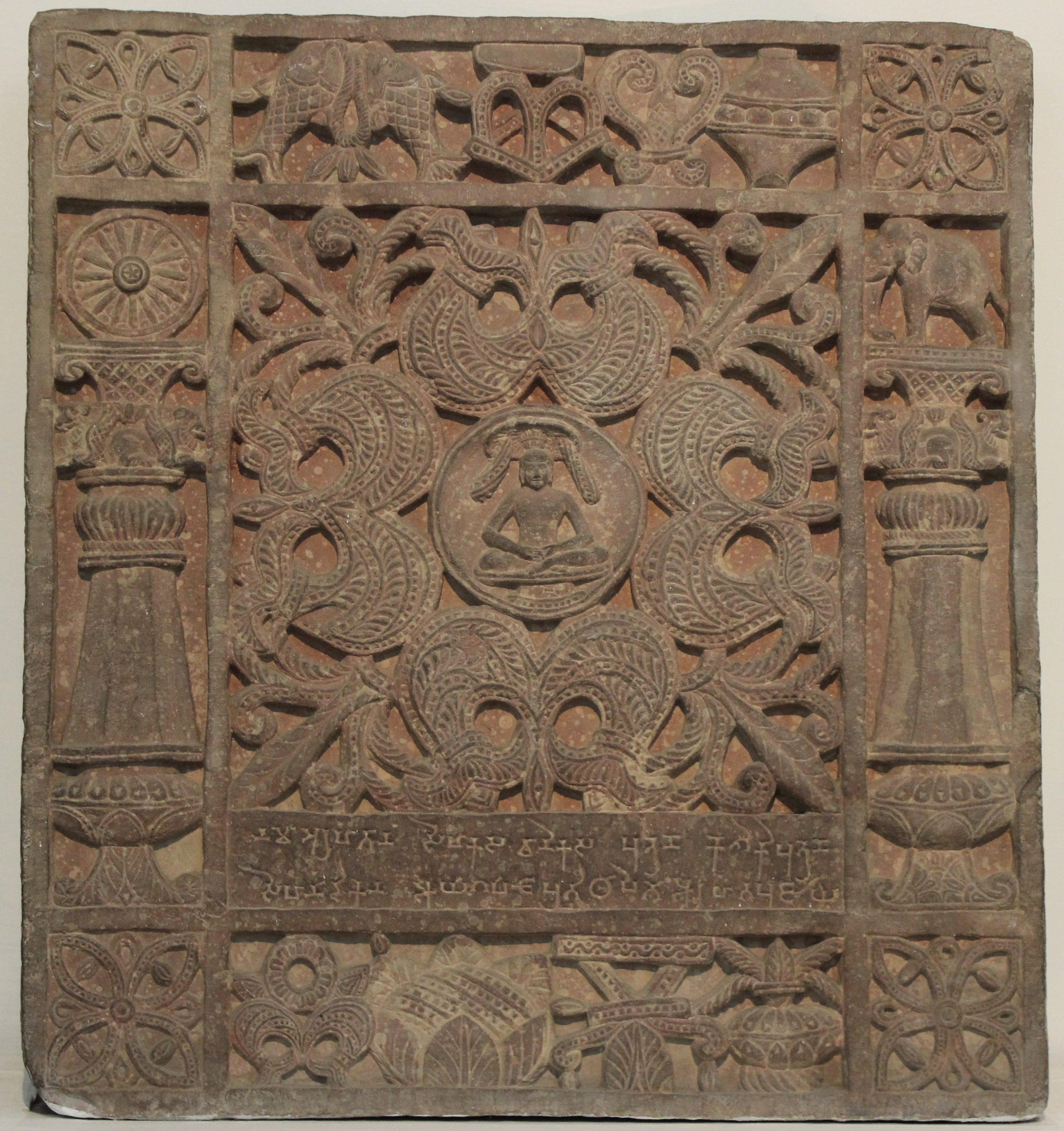
Plaque votive jaïne faite en grès rouge Ayagapata, vers 15
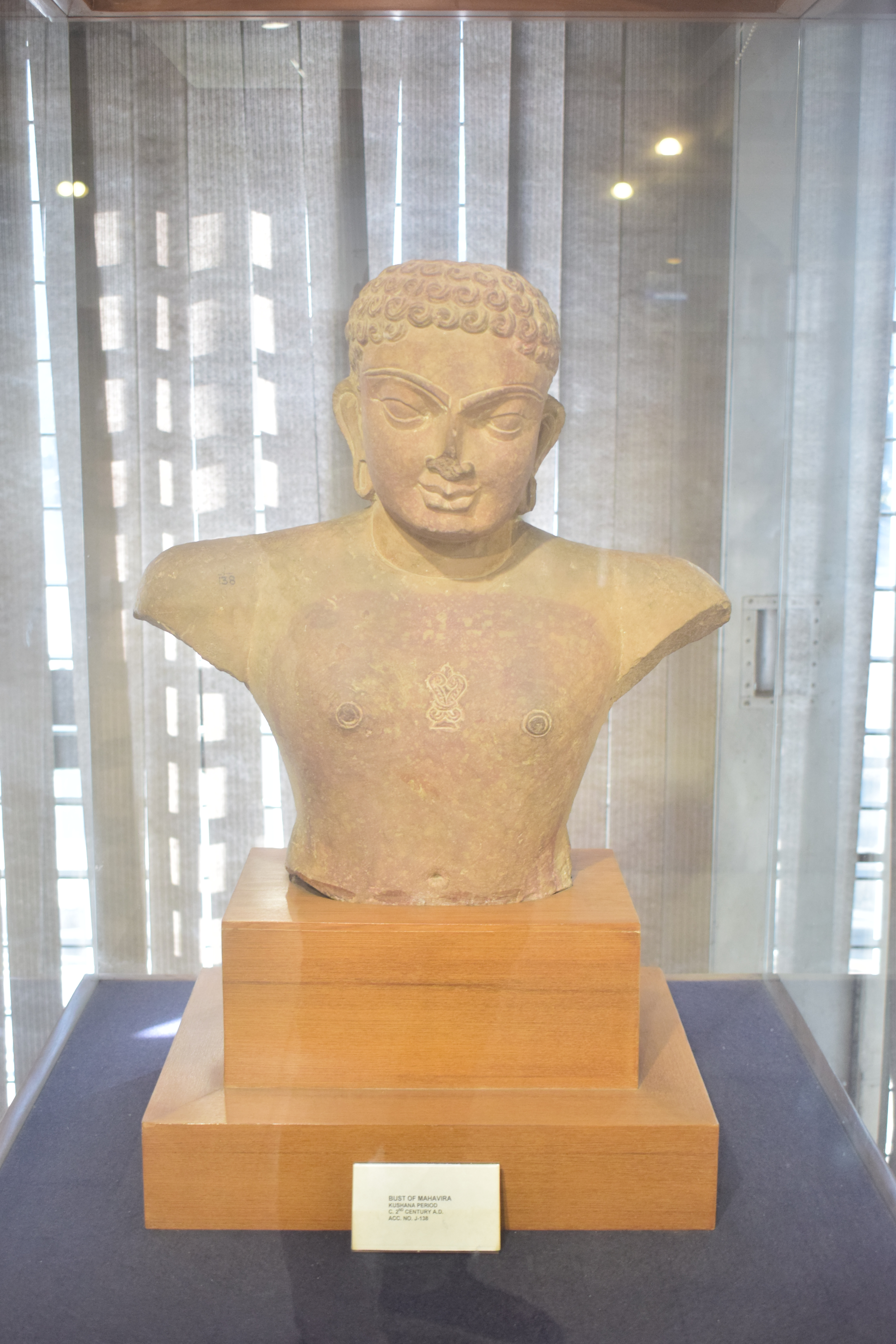
Buste de Mahavira, IIe siècle
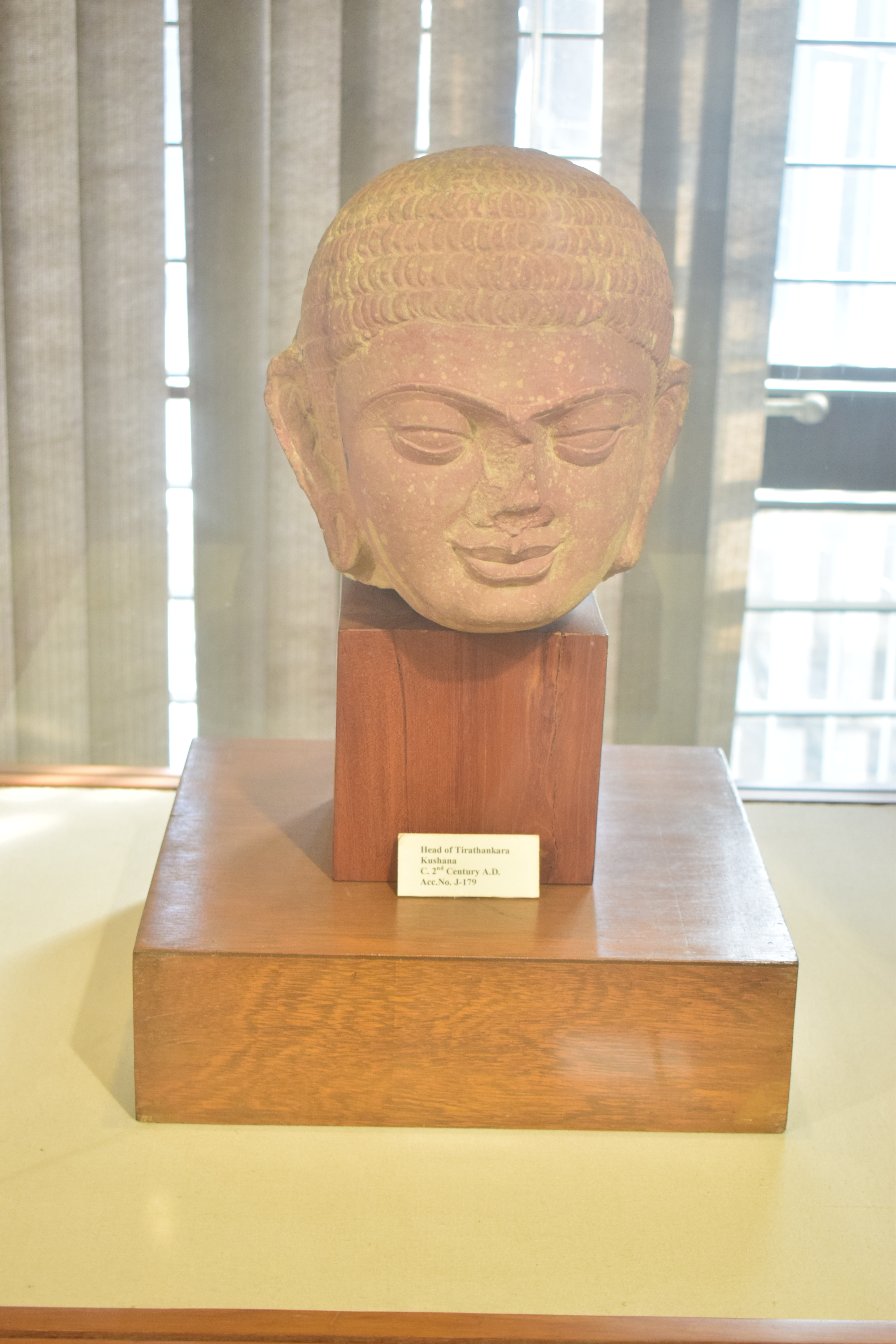
Tête de Tirthankara

## Chronologie

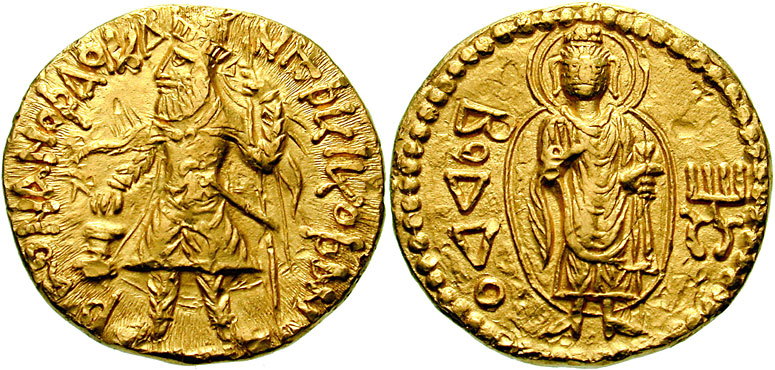
Pièce d'or de Kanishka avec une représentation du Bouddha et légende bactrienne en écriture grecque: ΒΟΔΔΟ "Boddo", pour "Bouddha", v. 127-150.

La chronologie de l'art kushan est cruciale pour l'histoire de l'art de la région. Heureusement, plusieurs statues sont datées et portent des inscriptions faisant référence aux différents dirigeants de l'Empire Kushan.
La monnaie est également très importante pour déterminer l'évolution du style, comme dans le cas des célèbres pièces "Bouddha" de Kanishka, qui datent de son règne (vers 127-150) et présentent déjà une forme accomplie du Bouddha debout, probablement dérivé d'une statuaire préexistante.
Alors que les premiers styles de la statuaire Kushana semblent relativement grossiers, les statues plus tardives hautement décorées sont généralement datées du IIIe   au   IVe siècle de notre ère.
Le Bouddha de Bruxelles est l'une des rares statues du Gandhara avec une inscription datée, et il porte la date "An 5", se référant peut-être à l'ère Kanishka, d'où 132. Cependant, son style sophistiqué a conduit certains auteurs à suggérer une ère ultérieure pour le calcul de la date.
| Statuaire datée sous les Kushans |
| - Kanishka I : Statue dynastique de Kanishka avec inscription (127-151) - Kanishka I : Bodhisattvas de Kosambi, inscrit "An 2 de Kanishka" (129). - Kanishka I : Bodhisattva de Bala, Sarnath, inscrit "An 3 de Kanishka" (130). - Kanishka I: " Bouddha assis Kimbell ", avec l'inscription "An 4 de Kanishka " (131),. - Kanishka I : Bouddha de Loriyan Tangai avec inscription mentionnant "l'année 318" de l'ère Yavana (143). - Huvishka : Statue de Nāga avec inscription du règne de Huvishka (140-180) - Vasudeva I : Bouddha Hashtnagar et son piédestal, inscrit avec "l'année 384" de l'ère Yavana (209). - Vasudeva I : Bouddha de Mamane Dheri, portant l'inscription "Année 89", probablement de l'ère Kanishka (216). - Kanishka II : Statue d'Hariti de Skarah Dheri, Gandhara, "Année 399" de l'ère Yavana (244). |

## Monnaie Kushana
La monnaie des Kushan était abondante et un outil de propagande important dans la promotion de chaque souverain Kushan. L'un des noms des pièces Kushan était Dinara, venu du nom romain Denarius aureus,. La monnaie des Kushans a été copiée jusqu'aux Indo-Sassanides à l'ouest et au royaume de Samatata au Bengale à l'est. La monnaie de l'Empire Gupta a également été initialement dérivée de la monnaie de l'Empire Kushan, adoptant sa norme de poids, ses techniques et ses conceptions, à la suite des conquêtes de Samudragupta dans le nord-ouest,,. L'imagerie sur les pièces Gupta est ensuite devenue plus indienne à la fois dans le style et le sujet par rapport aux dynasties antérieures, où les styles gréco-romains et persans étaient principalement suivis,.

## Influence de la sphère culturelle Parthe
Selon John M. Rosenfield, la statuaire des Kushans présente de fortes similitudes avec l'art de l'aire culturelle parthe. Les similitudes sont nombreuses en termes de vêtements, d'éléments décoratifs ou de posture, qui ont tendance à être massifs et frontaux, avec des pieds souvent écartés, en particulier pour la statuaire de Hatra, qui est restée dans un relativement bon état de conservation. Cela pourrait être dû soit à des échanges culturels directs entre la Mésopotamie et l'Empire Kushan à cette époque, soit à partir d'un contexte artistique parthe commun conduisant à des types de représentation similaires. 

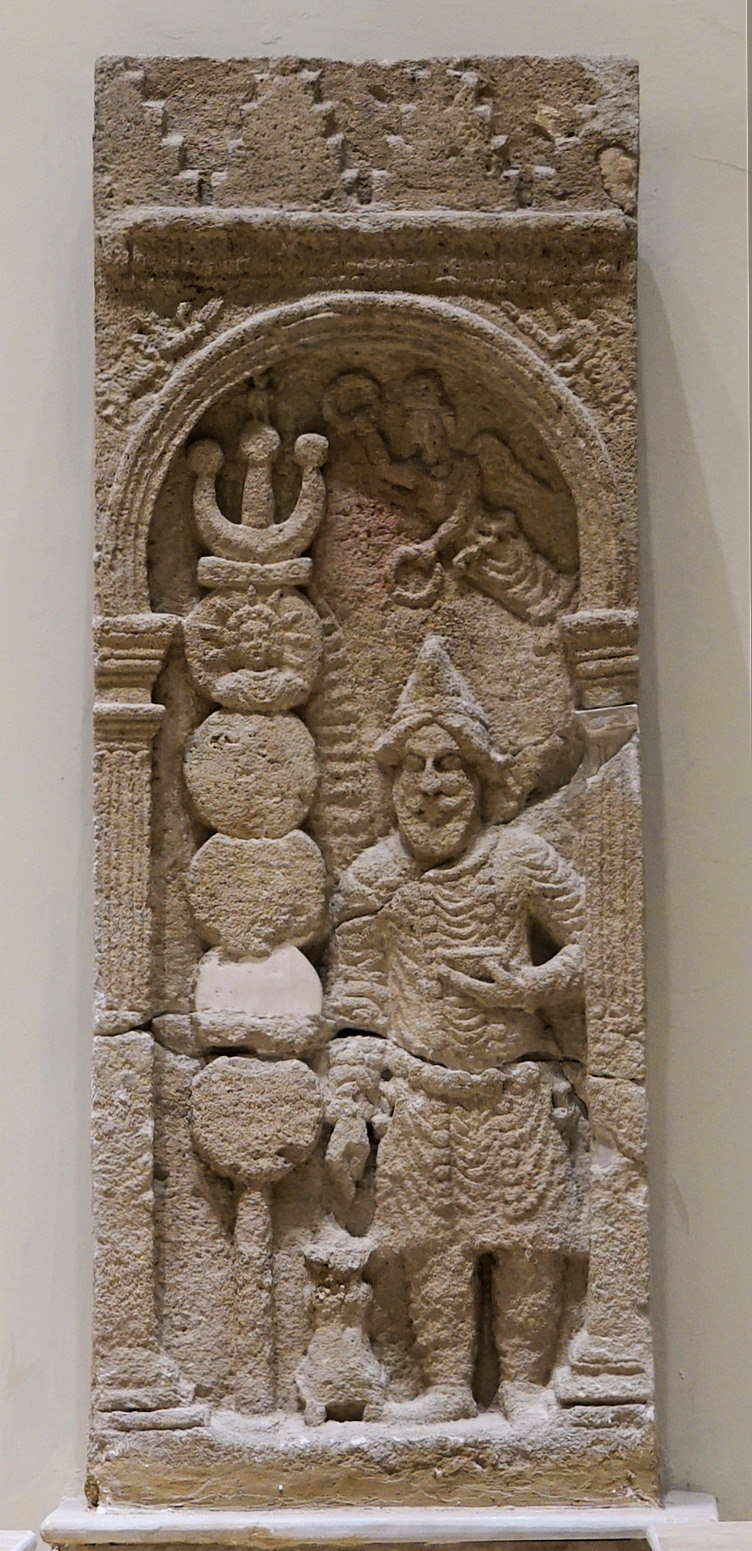
Relief de victoire de Sanatruq I. Il utilise un petit autel à ses pieds.
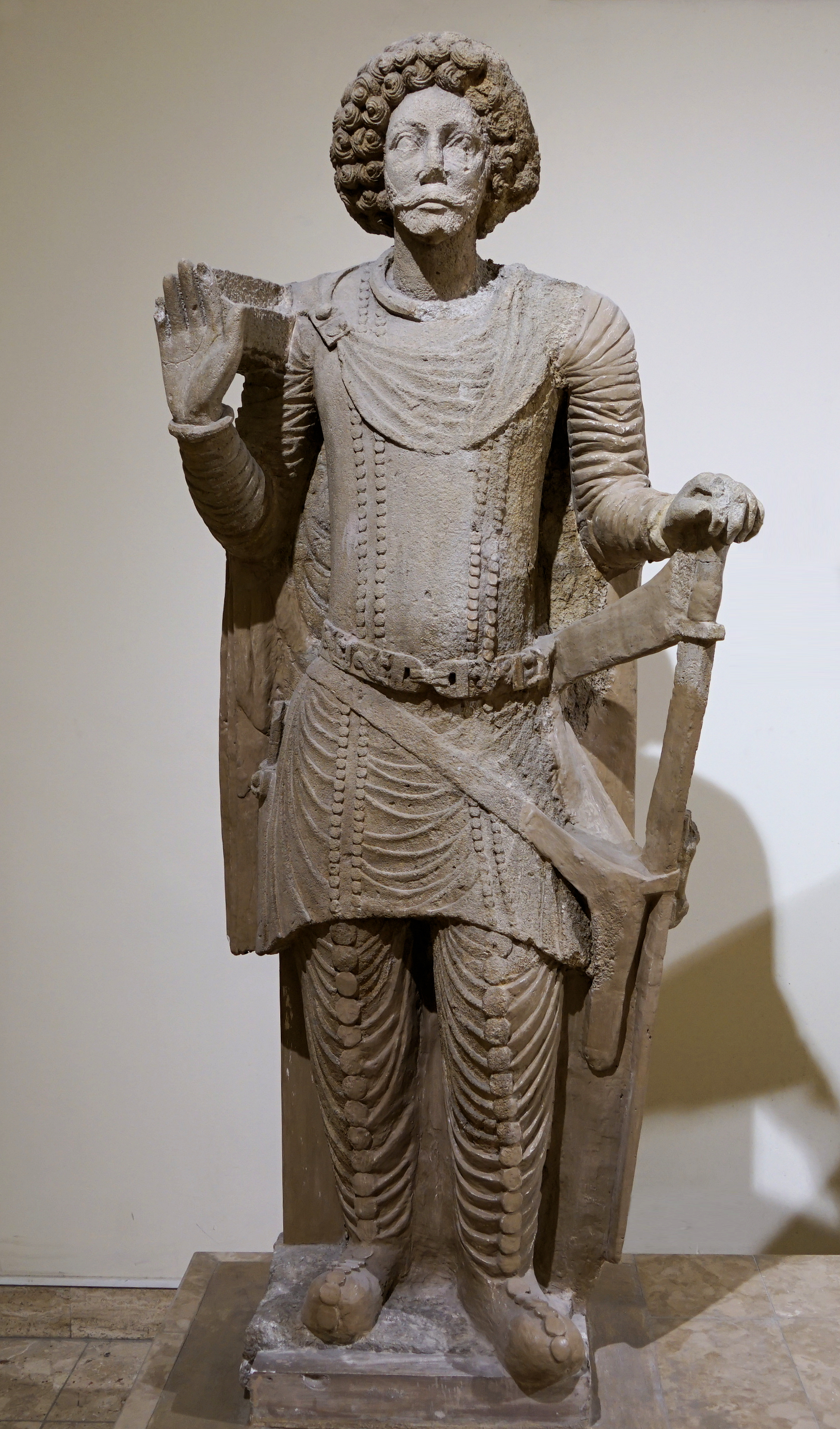
Commandant militaire de la ville de Hatra. Musée national d'Irak
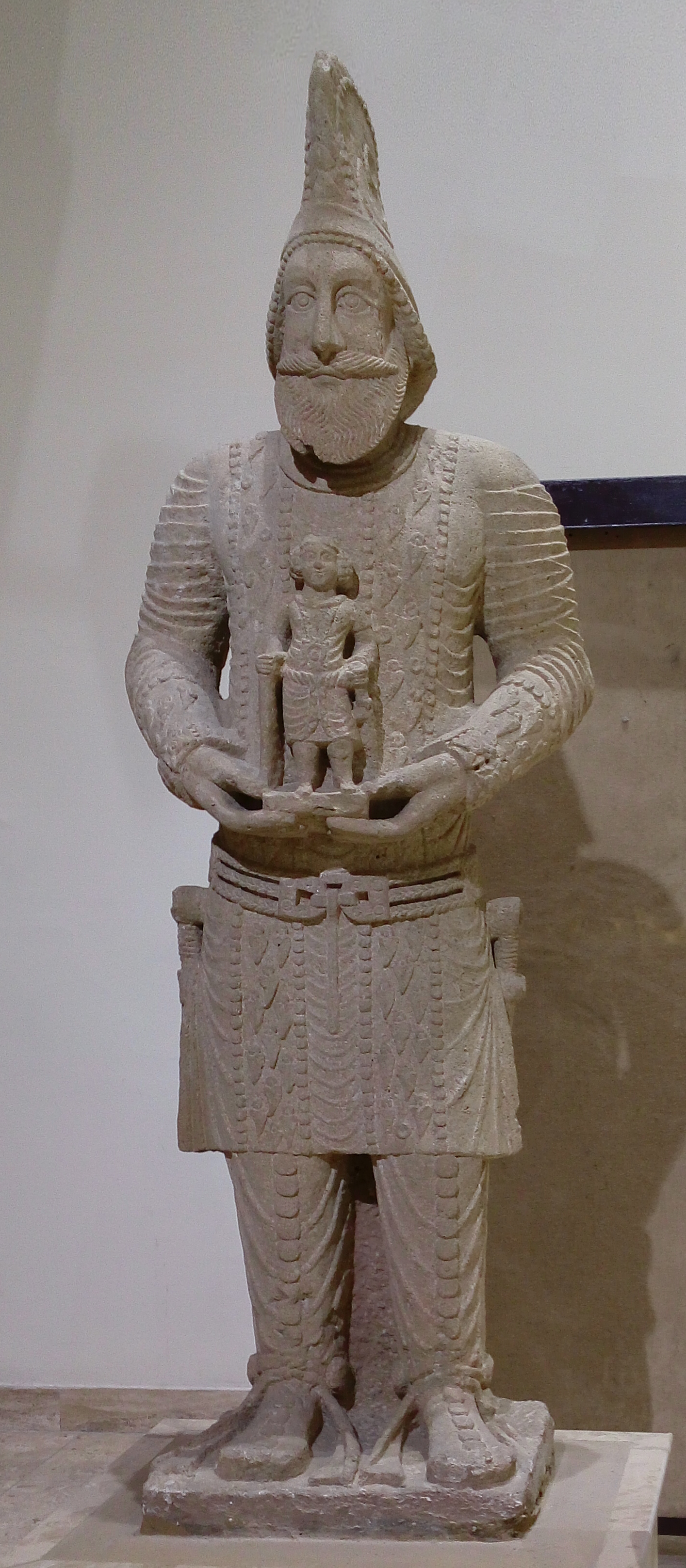
Militaire Hatra.
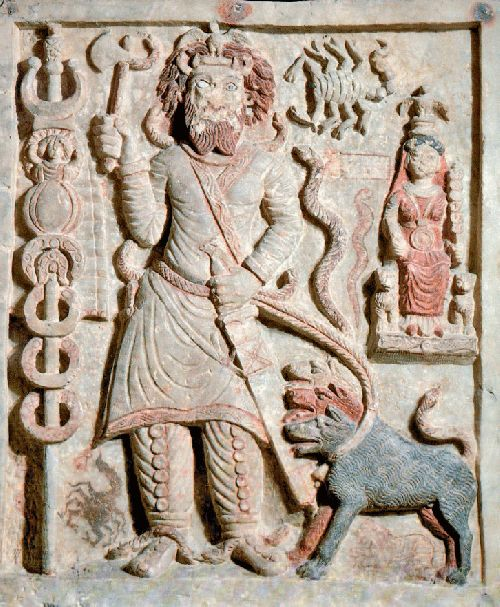
Relief du dieu Nergal, Hatra.
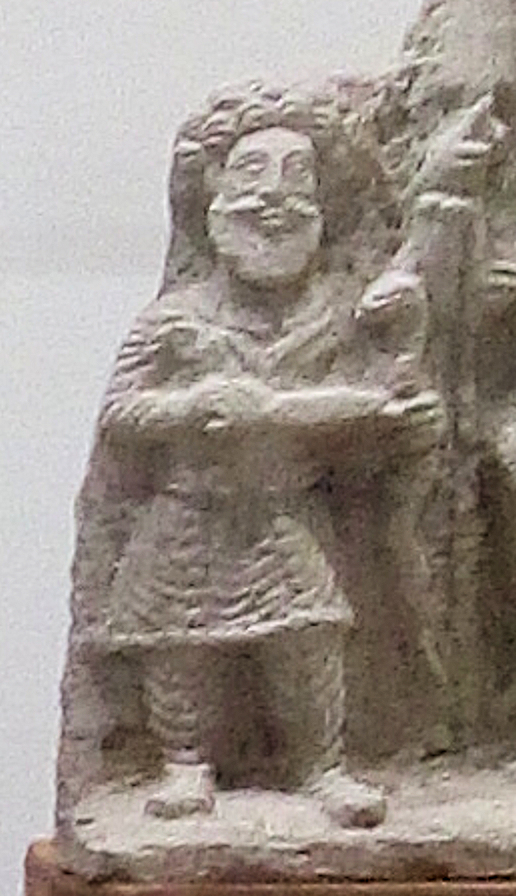
Relief montrant un dévot, Hatra.

## Voir également
- Indo-Scythes
- Art gréco-bouddhique
- Art Gupta